# 2016年夏季奧林匹克運動會獎牌得主

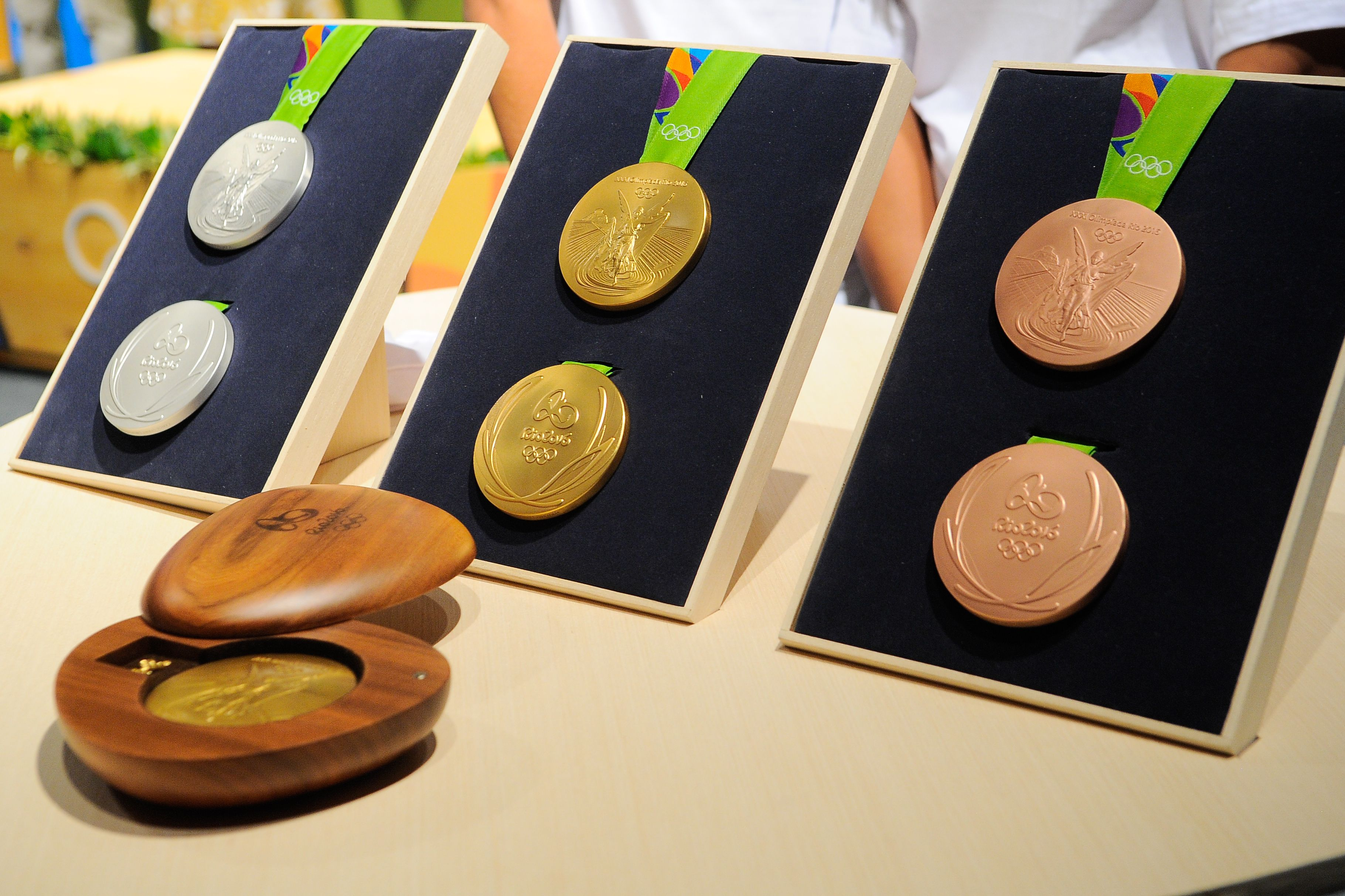
奧林匹克運動會獎牌

2016年夏季奥林匹克运动会於2016年8月5日至21日在巴西里约热内卢舉行，本條目列出各項目的獎牌得主。

來自206個國家和地区超過11,000名運動員參加本屆42個大項中的306小項。
| 目录 |
| 1. 射箭 2. 田徑 3. 羽毛球 4. 篮球 5. 拳击 6. 皮划艇 7. 自行车 8. 跳水 9. 马术 10. 击剑 11. 曲棍球 12. 足球 13. 高爾夫球 14. 体操 15. 手球 16. 柔道 17. 现代五项 18. 赛艇 19. 七人制橄榄球 20. 帆船 21. 射击 22. 游泳 23. 花样游泳 24. 乒乓球 25. 跆拳道 26. 网球 27. 铁人三项 28. 排球 29. 水球 30. 举重 31. 摔跤 |

## 射箭
| 項目              | 金牌                                   | 银牌                                                                      | 铜牌                                            |
| 男子個人 （詳細） | 具本粲 · 韩国（KOR）                   | 让-夏尔·瓦拉东 · 法国（FRA）                                              | 布雷迪·埃利森 · 美国（USA）                     |
| 男子團體 （詳細） | 韩国（KOR） · 金優鎮 · 具本粲 · 李成延 | 美国（USA） · 布雷迪·埃利森 · 扎克·加勒特 · 杰克·卡明斯基                 | （AUS） · 亚历克·波茨 · 瑞安·泰亚克 · 泰勒·沃思 |
| 女子個人 （詳細） | 張惠珍 · 韩国（KOR）                   | 莉萨·翁鲁 · 德国（GER）                                                   | 奇甫倍 · 韩国（KOR）                            |
| 女子團體 （詳細） | 韩国（KOR） · 張惠珍 · 崔美善 · 奇甫倍 | 俄罗斯（RUS） · 图亚娜·达希多尔日耶娃 · 克谢尼娅·佩罗娃 · 因娜·斯捷潘诺娃 | 中华台北（TPE） · 雷千瑩 · 林詩嘉 · 譚雅婷      |

## 田徑

### 男子
| 项目 | 金牌 | 金牌       | 银牌                                                                                         | 银牌        | 铜牌                                                                                              | 铜牌     |
| 100米 （詳細） | 尤塞恩·博尔特 · 牙买加（JAM）                                                                                    | 9.81       | 贾斯汀·加特林 · 美国（USA）                                                                  | 9.89        | 安德烈·德·格拉斯 · 加拿大（CAN）                                                                  | 9.91     |
| 200米 （詳細） | 尤塞恩·博尔特 · 牙买加（JAM）                                                                                    | 19.78      | 安德烈·德·格拉斯 · 加拿大（CAN）                                                             | 20.02       | 克里斯多夫·勒迈特 · 法国（FRA）                                                                   | 20.12    |
| 400米 （詳細） | 瓦伊德·范尼凯克 · 南非（RSA）                                                                                    | 43.03 WR   | 基拉尼·詹姆斯 · 格林纳达（GRN）                                                              | 43.76       | 拉肖恩·梅里特 · 美国（USA）                                                                       | 43.85    |
| 800米 （詳細） | 大卫·鲁迪沙 · （KEN）                                                                                            | 1:42.15    | 塔烏費克·馬克洛菲 · 阿尔及利亚（ALG）                                                        | 1:42.61 NR  | 克莱顿·墨菲 · 美国（USA）                                                                         | 1:42.85  |
| 1500米 （詳細） | 马修·森特罗维兹 · 美国（USA）                                                                                    | 3:50.00    | 塔烏費克·馬克洛菲 · 阿尔及利亚（ALG）                                                        | 3:50.11     | 尼克·威利斯 · 新西兰（NZL）                                                                       | 3:50.24  |
| 5000米 （詳細） | 莫·法拉赫 · 英国（GBR）                                                                                          | 13:03.30   | 保罗·切里莫 · 美国（USA）                                                                    | 13:03.90    | 哈格斯·葛布里维特 · 埃塞俄比亚（ETH）                                                             | 13:04.35 |
| 10000米 （詳細） | 莫·法拉赫 · 英国（GBR）                                                                                          | 27:05.17   | 保罗·塔努伊 · （KEN）                                                                        | 27:05.64 SB | 塔米拉特·托拉 · 埃塞俄比亚（ETH）                                                                 | 27:06.26 |
| | |            |                                                                                              |             |                                                                                                   |          |
| 110米栏 （詳細） | 奥马尔·麦克劳德 · 牙买加（JAM）                                                                                  | 13.05      | 奥兰多·奥特加 · 西班牙（ESP）                                                                | 13.17       | 迪米特里·巴斯库 · 法国（FRA）                                                                     | 13.24    |
| 400米栏 （詳細） | 克伦·克莱蒙特 · 美国（USA）                                                                                      | 47.73      | 博尼费斯·穆切鲁·土木提 · （KEN）                                                             | 47.78       | 亚斯马尼·卡佩罗 · 土耳其（TUR）                                                                   | 47.92    |
| 3000米障碍赛 （詳細） | 肯瑟拉斯·基普鲁托 · （KEN）                                                                                      | 8:03.28 OR | 埃文·贾格尔 · 美国（USA）                                                                    | 8:04.28     | 马耶迪内·梅基西-贝纳巴 · 法国（FRA）                                                              | 8:11.52  |
| | |            |                                                                                              |             |                                                                                                   |          |
| 4×100米接力 （詳細） | 牙买加（JAM） · 阿萨法·鲍威尔 · 約安·布雷克 · 尼克尔·阿什梅德 · 尤塞恩·博尔特 · 杰沃恩·明吉* · 科马尔·贝利-科尔* | 37.27      | 日本（JPN） · 山縣亮太 · 飯塚翔太 · 桐生祥秀 · 劍橋飛鳥                                      | 37.60 AR    | 加拿大（CAN） · 阿基姆·海恩斯 · 亚伦·布朗 · 布兰顿·罗德尼 · 安德烈·德·格拉斯 · 莫波拉德·阿乔马勒* | 37.64 NR |
| 4×400米接力 （詳細） | 美国（USA） · 阿尔曼·哈尔 · 托尼·麦奎伊 · 吉尔·罗伯茨 · 拉肖恩·梅里特 · 凯尔·克莱蒙斯* · 大卫·费尔伯格*          | 2:57.30    | 牙买加（JAM） · 彼得·马修斯 · 内森·艾伦 · 菲茨罗伊·邓克利 · 贾冯·弗朗西斯 · 鲁希恩·麦克唐纳* | 2:58.16     | 巴哈马（BAH） · 阿隆佐·罗素 · 迈克尔·马修 · 史蒂文·加德纳 · 克里斯·布朗 · 斯蒂芬·纽博尔德*        | 2:58.49  |
| | |            |                                                                                              |             |                                                                                                   |          |
| 马拉松 （詳細） | 埃利乌德·基普乔盖 · （KEN）                                                                                      | 2:08:44    | 費伊薩·利勒沙 · 埃塞俄比亚（ETH）                                                            | 2:09:54     | 盖伦·鲁普 · 美国（USA）                                                                           | 2:10:05  |
| 20公里竞走 （詳細） | 王镇 · 中国（CHN）                                                                                               | 1:19:14    | 蔡泽林 · 中国（CHN）                                                                         | 1:19:26     | 丹尼·伯德-史密斯 · （AUS）                                                                        | 1:19:37  |
| 50公里竞走 （詳細） | 马泰·托特 · 斯洛伐克（SVK）                                                                                      | 3:40:58    | 贾里德·塔伦特 · （AUS）                                                                      | 3:41:16     | 荒井廣宙 · 日本（JPN）                                                                            | 3:41:24  |
| | |            |                                                                                              |             |                                                                                                   |          |
| 跳高 （詳細） | 德里克·德劳因 · 加拿大（CAN）                                                                                    | 2.38米     | 穆塔兹·伊萨·巴希姆 · （QAT）                                                                 | 2.36米      | 博赫丹·邦达连科 · 乌克兰（UKR）                                                                   | 2.33米   |
| 撑竿跳高 （詳細） | 蒂亚戈·布拉兹 · 巴西（BRA）                                                                                      | 6.03米 OR  | 雷诺·拉维勒尼 · 法国（FRA）                                                                  | 5.98米      | 萨姆·肯德里克斯 · 美国（USA）                                                                     | 5.85米   |
| 跳远 （詳細） | 杰夫·亨德森 · 美国（USA）                                                                                        | 8.38米 SB  | 卢武·曼永加 · 南非（RSA）                                                                    | 8.37米 PB   | 格雷格·卢瑟福 · 英国（GBR）                                                                       | 8.29米   |
| 三级跳远 （詳細） | 克里斯汀·泰勒 · 美国（USA）                                                                                      | 17.86米    | 威尔·克莱耶 · 美国（USA）                                                                    | 17.76米     | 董斌 · 中国（CHN）                                                                                | 17.58米  |
| 铅球 （詳細） | 瑞安·克劳泽 · 美国（USA）                                                                                        | 22.52米 OR | 乔·科瓦奇 · 美国（USA）                                                                      | 21.78米     | 托马斯·沃尔什 · 新西兰（NZL）                                                                     | 21.36米  |
| 铁饼 （詳細） | 克里斯托夫·哈丁 · 德国（GER）                                                                                    | 68.37米 PB | 彼得·马瓦霍夫斯基 · 波兰（POL）                                                              | 67.55米     | 丹尼尔·亚辛斯基 · 德国（GER）                                                                     | 67.05米  |
| 链球 （詳細） | 迪尔肖德·纳扎罗夫 · （TJK）                                                                                      | 78.68米    | 伊凡·齐汉 · 白俄罗斯（BLR）                                                                  | 77.79米     | 沃伊切赫·诺维茨基 · 波兰（POL）                                                                   | 77.73米  |
| 标枪 （詳細） | 托马斯·罗勒尔 · 德国（GER）                                                                                      | 90.30米    | 尤里乌斯·叶戈 · （KEN）                                                                      | 88.24米     | 科舍恩·沃尔科特 · 特立尼达和多巴哥（TTO）                                                         | 85.38米  |
| | |            |                                                                                              |             |                                                                                                   |          |
| 十项全能 （詳細） | 阿什顿·伊顿 · 美国（USA）                                                                                        | 8893分 OR  | 凯文·马耶尔 · 法国（FRA）                                                                    | 8834分 NR   | 达米安·华纳 · 加拿大（CAN）                                                                       | 8666分   |
| AR地区纪录 \| CR锦标赛纪录 \| NR国家纪录 \| OR奥运会纪录 \| PB/PR个人最佳/纪录 \| SB个人赛季最佳 \| WR世界纪录 \| WL世界赛季最佳 | |            |                                                                                              |             |                                                                                                   |          |

* 表示該運動員只有在預賽出賽。

### 女子
| 项目 | 金牌 | 金牌        | 银牌 | 银牌        | 铜牌                                                                                     | 铜牌       |
| 100米 （詳細） | 伊莱恩·汤普森 · 牙买加（JAM）                                                                                              | 10.71       | 托丽·鲍伊 · 美国（USA） | 10.83       | 谢莉-安·弗雷泽 · 牙买加（JAM）                                                           | 10.86 SB   |
| 200米 （詳細） | 伊莱恩·汤普森 · 牙买加（JAM）                                                                                              | 21.78       | 达芙妮·席珀斯 · 荷兰（NED） | 21.88       | 托丽·鲍伊 · 美国（USA）                                                                  | 22.15      |
| 400米 （詳細） | 肖娜·米勒 · 巴哈马（BAH）                                                                                                  | 49.44       | 愛麗森·費利克斯 · 美国（USA） | 49.51       | 谢瑞卡·杰克逊 · 牙买加（JAM）                                                            | 49.85      |
| 800米 （詳細） | 薩美雅 · 南非（RSA） | 1:55.28 NR  | 弗朗辛·妮揚莎芭 · 布隆迪（BDI） | 1:56.49     | 玛格丽特·瓦姆布伊 · （KEN）                                                              | 1:56.89    |
| 1500米 （詳細） | 菲斯·基皮耶贡 · （KEN） | 4:08.92     | 根泽比·迪巴巴 · 埃塞俄比亚（ETH） | 4:10.27     | 珍妮佛·辛普森 · 美国（USA）                                                              | 4:10.53    |
| 5000米 （詳細） | 维维安·切鲁伊约特 · （KEN）                                                                                                | 14:26.17 OR | 海伦·奥桑多·奥比里 · （KEN） | 14:29.77    | 阿尔马兹·阿雅娜 · 埃塞俄比亚（ETH）                                                      | 14:33.59   |
| 10000米 （詳細） | 阿尔马兹·阿雅娜 · 埃塞俄比亚（ETH）                                                                                        | 29:17.45 WR | 维维安·切鲁伊约特 · （KEN） | 29:32.53 NR | 蒂鲁内什·迪巴巴 · 埃塞俄比亚（ETH）                                                      | 29:42.56   |
| | |             | |             |                                                                                          |            |
| 100米栏 （詳細） | 布丽安娜·罗林斯 · 美国（USA）                                                                                              | 12.48       | 妮娅·阿里 · 美国（USA） | 12.59       | 克丽斯蒂·卡斯特林 · 美国（USA）                                                          | 12.61      |
| 400米栏 （詳細） | 达莉拉·穆罕默德 · 美国（USA）                                                                                              | 53.13       | 莎拉·彼得森 · 丹麦（DEN） | 53.55 NR    | 艾希莉·斯宾塞 · 美国（USA）                                                              | 53.72      |
| 3000米障碍赛 （詳細） | 露丝·杰贝特 · 巴林（BRN）                                                                                                  | 8:59.75 AR  | 海文·杰克莫伊 · （KEN） | 9:07.12     | 艾玛·科伯恩 · 美国（USA）                                                                | 9:07.63 AR |
| | |             | |             |                                                                                          |            |
| 4×100米接力 （詳細） | 美国（USA） · 緹亞娜·巴爾托雷塔 · 愛麗森·費利克斯 · 英格利希·加德纳 · 托丽·鲍伊 · 莫洛拉克·阿基诺森*                       | 41.02       | 牙买加（JAM） · 克丽丝塔妮娅·威廉姆斯 · 伊莱恩·汤普森 · 维罗尼卡·坎贝尔-布朗 · 谢莉-安·弗雷泽 · 西蒙娜·费西* · 莎莎丽·福布斯*          | 41.36       | 英国（GBR） · 亚莎·菲利普 · 迪西瑞·亨利 · 迪娜·阿舍-史密斯 · 达里尔·内塔                 | 41.77 NR   |
| 4×400米接力 （詳細） | 美国（USA） · 愛麗森·費利克斯 · 菲莉丝·弗朗西斯 · 娜塔莎·哈斯廷斯 · 科特妮·奥克罗 · 泰勒·埃利斯-沃森* · 法蘭西納·麥克洛伊* | 3:19.06     | 牙买加（JAM） · 斯蒂芬妮·安·麦克弗森 · 安妮莎·麦克劳林-惠尔比 · 谢瑞卡·杰克逊 · 诺夫琳·威廉姆斯-米尔斯 · 克莉斯汀·戴* · 克丽丝安·戈登* | 3:20.34     | 英国（GBR） · 埃丽·道尔 · 安伊卡·奥努拉 · 埃米莉·戴蒙德 · 克莉斯汀·奥胡鲁古 · 凯莉·马西* | 3:25.88    |
| | |             | |             |                                                                                          |            |
| 马拉松 （詳細） | 潔米瑪·蘇姆恭 · （KEN） | 2:24.04     | 尤妮斯·基尔瓦 · 巴林（BRN） | 2:24.13     | 玛蕾·迪巴巴 · 埃塞俄比亚（ETH）                                                          | 2:24.30    |
| 20公里竞走 （詳細） | 刘虹 · 中国（CHN） | 1:28:35     | 玛利亚·瓜达卢普·冈萨雷斯 · 墨西哥（MEX）                                                                                               | 1:28:37     | 吕秀芝 · 中国（CHN）                                                                     | 1:28:42    |
| | |             | |             |                                                                                          |            |
| 跳高 （詳細） | 露特·贝蒂亚 · 西班牙（ESP）                                                                                                | 1.97米      | 米蕾拉·德米瑞瓦 · 保加利亚（BUL） | 1.97米      | 布蘭卡·弗拉希奇 · 克罗地亚（CRO）                                                        | 1.97米     |
| 撑竿跳高 （詳細） | 艾克特瑞妮·斯蒂芬尼迪 · 希腊（GRE）                                                                                        | 4.85米      | 桑迪·莫里斯 · 美国（USA） | 4.85米      | 伊莱扎·麦卡特尼 · 新西兰（NZL）                                                          | 4.80米 =NR |
| 跳远 （詳細） | 緹亞娜·巴爾托雷塔 · 美国（USA）                                                                                            | 7.17米      | 布莉妮·瑞絲 · 美国（USA） | 7.15米      | 伊万娜·斯潘诺维奇 · 塞尔维亚（SRB）                                                      | 7.08米 NR  |
| 三级跳远 （詳細） | 卡特琳·伊巴古恩 · 哥伦比亚（COL）                                                                                          | 15.17米     | 尤利马尔·罗哈斯 · 委内瑞拉（VEN） | 14.98米     | 奥尔加·雷帕科娃 · （KAZ）                                                                | 14.74米    |
| 铅球 （詳細） | 蜜雪兒·卡特 · 美国（USA）                                                                                                  | 20.63米     | 華娜莉·阿當絲 · 新西兰（NZL） | 20.42米     | 安妮塔·马顿 · 匈牙利（HUN）                                                              | 19.87米    |
| 铁饼 （詳細） | 桑德拉·佩尔科维奇 · 克罗地亚（CRO）                                                                                        | 69.21米     | 梅莉娜·罗贝尔-米雄 · 法国（FRA） | 66.73米 NR  | 德妮亚·卡瓦列罗 · 古巴（CUB）                                                            | 65.34米    |
| 链球 （詳細） | 安妮塔·沃達爾奇克 · 波兰（POL）                                                                                            | 82.29米 WR  | 张文秀 · 中国（CHN） | 76.75米     | 索菲·希彻恩 · 英国（GBR）                                                                | 74.54米 NR |
| 标枪 （詳細） | 莎拉·科拉克 · 克罗地亚（CRO）                                                                                              | 66.18米 NR  | 苏妮特·维尔容 · 南非（RSA） | 64.92米     | 巴尔博拉·什波塔科娃 · 捷克（CZE）                                                        | 64.80米    |
| | |             | |             |                                                                                          |            |
| 七项全能 （詳細） | 纳菲萨图·蒂亚姆 · 比利时（BEL）                                                                                            | 6810分 AR   | 謝茜嘉·恩尼斯-希爾 · 英国（GBR） | 6775分 SB   | 布莱恩妮·塞伊森-伊顿 · 加拿大（CAN）                                                     | 6653分     |
| AR地区纪录 \| CR锦标赛纪录 \| NR国家纪录 \| OR奥运会纪录 \| PB/PR个人最佳/纪录 \| SB个人赛季最佳 \| WR世界纪录 \| WL世界赛季最佳 | |             | |             |                                                                                          |            |

* 表示該運動員只有在預賽出賽。

## 羽毛球
| 項目              | 金牌                                                          | 银牌                                                 | 铜牌                                            |
| 男子單打 （詳細） | 諶龍（中国）                                                  | 李宗偉（马来西亚）                                   | 維克托·阿薩爾森（丹麦）                         |
| 男子雙打 （詳細） | 傅海峰（中国） · 张楠（中国）                                 | 吳蔚昇（马来西亚） · 陳蔚強（马来西亚）              | 马库斯·埃利斯（英国） · 克里斯·兰格瑞奇（英国） |
|                   |                                                               |                                                      |                                                 |
| 女子單打 （詳細） | 卡罗列娜·马琳（西班牙）                                       | 普萨拉·文卡塔·辛杜（印度）                           | 奧原希望（日本）                                |
| 女子雙打 （詳細） | 松友美佐紀（日本） · 高橋禮華（日本）                         | 克里斯汀娜·彼德森（丹麦） · 卡米拉·吕特·尤尔（丹麦） | 鄭景銀（韩国） · 申昇瓚（韩国）                 |
|                   |                                                               |                                                      |                                                 |
| 混合雙打 （詳細） | 通托维·艾哈迈德（印度尼西亚） · 利利亚纳·纳西尔（印度尼西亚） | 陳炳順（马来西亚） · 吳柳螢（马来西亚）              | 张楠（中国） · 赵芸蕾（中国）                   |

## 篮球
| 项目          | 金牌 | 银牌 | 铜牌 |
| 男子 （詳細） | 美国（USA） · 吉米·巴特勒 · 凯文·杜兰特 · 德安德鲁·乔丹 · 凯尔·洛里 · 哈里森·巴恩斯 · 德玛尔·德罗赞 · 凯里·欧文 · 克雷·湯普森 · 德马库斯·考辛斯 · 保罗·乔治 · 德雷蒙德·格林 · 卡梅隆·安东尼                  | 塞尔维亚（SRB） · 米洛斯·特奧多西奇 · 馬爾科·西蒙諾維奇 · 波格丹·博格達諾維奇 · 斯特凡·馬爾科維奇 · 尼古拉·卡利尼奇 · 內馬尼亞·內多維奇 · 斯特凡·博賽維奇 · 米羅斯拉夫·拉杜利察 · 尼古拉·約基奇 · 弗拉迪米爾·斯蒂馬克 · 斯特凡·約維奇 · 米兰·马奇万 | 西班牙（ESP） · 保罗·加索尔 · 鲁迪·费尔南德斯 · 塞爾吉奧·羅德里格斯 · 胡安·卡洛斯·納瓦羅 · 何塞·卡尔德隆 · 菲利普·雷耶斯 · 維克多·克拉夫 · 吉列爾莫·埃爾南戈麥斯 · 阿萊克斯·阿布里恩斯 · 塞尔希奥·柳利 · 尼古拉·米羅蒂奇 · 里奇·魯比奧        |
| 女子 （詳細） | 美国（USA） · 林赛·惠伦 · 西蒙妮·奥古斯塔斯 · 休·伯德 · 玛雅·摩尔 · 安杰尔·麦考特里 · 布里安娜·斯图尔特 · 塔米卡·卡钦斯 · 埃琳娜·德勒·多恩 · 黛安娜·陶乐西 · 西尔维娅·福尔斯 · 蒂娜·查尔斯 · 布里特妮·格里纳 | 西班牙（ESP） · 莱蒂西娅·罗梅罗 · 劳拉·尼科尔斯 · 西尔维娅·多明格斯 · 阿尔瓦·托伦斯 · 拉娅·帕劳 · Marta Xargay · 莱昂诺尔·罗德里格斯 · 卢西拉·帕斯夸 · 安娜·克鲁斯 · 劳拉·克韦多 · 劳拉·希尔 · Astou Ndour                                          | 塞尔维亚（SRB） · 塔玛拉·拉多查伊 · 索尼娅·彼得罗维奇 · 萨莎·查乔 · 莎拉·克尔尼奇 · 内韦娜·约万诺维奇 · 耶莱娜·米洛瓦诺维奇 · 达亚娜·布图利亚 · 德拉加娜·斯坦科维奇 · 亚历山德拉·茨尔文达基奇 · 米莉察·达博维奇 · 安娜·达博维奇 · 丹妮尔·佩奇 |

## 拳击

### 男子
| 项目                | 金牌                                 | 银牌                                | 铜牌                                     |
| 轻蝇量级 （詳細）   | 哈桑博伊·杜斯马托夫 · （UZB）        | 尤韦连·马丁内斯 · 哥伦比亚（COL）   | 胡阿尼斯·阿基拉格斯 · 古巴（CUB）        |
| 轻蝇量级 （詳細）   | 哈桑博伊·杜斯马托夫 · （UZB）        | 尤韦连·马丁内斯 · 哥伦比亚（COL）   | 尼科·埃尔南德斯 · 美国（USA）            |
| 蝇量级 （詳細）     | Shakhobidin Zoirov · （UZB）         | Yoel Finol · 委内瑞拉（VEN）        | 空缺                                     |
| 蝇量级 （詳細）     | Shakhobidin Zoirov · （UZB）         | Yoel Finol · 委内瑞拉（VEN）        | 胡建关 · 中国（CHN）                     |
| 雏量级 （詳細）     | Robeisy Ramírez · 古巴（CUB）        | 沙库尔·史蒂文森 · 美国（USA）       | Vladimir Nikitin · 俄罗斯（RUS）         |
| 雏量级 （詳細）     | Robeisy Ramírez · 古巴（CUB）        | 沙库尔·史蒂文森 · 美国（USA）       | 穆罗忠·艾哈迈达利耶夫 · （UZB）          |
| 轻量级 （詳細）     | 罗布松·孔塞桑 · 巴西（BRA）          | Sofiane Oumiha · 法国（FRA）        | 拉萨罗·阿尔瓦雷斯 · 古巴（CUB）          |
| 轻量级 （詳細）     | 罗布松·孔塞桑 · 巴西（BRA）          | Sofiane Oumiha · 法国（FRA）        | Dorjnyambuugiin Otgondalai · 蒙古（MGL） |
| 轻次中量级 （詳細） | Fazliddin Gaibnazarov · （UZB）      | 洛伦索·索托马约尔 · 阿塞拜疆（AZE） | Vitaly Dunaytsev · 俄罗斯（RUS）         |
| 轻次中量级 （詳細） | Fazliddin Gaibnazarov · （UZB）      | 洛伦索·索托马约尔 · 阿塞拜疆（AZE） | Artem Harutyunyan · 德国（GER）          |
| 次中量级 （詳細）   | Daniyar Yeleussinov · （KAZ）        | Shakhram Giyasov · （UZB）          | Mohammed Rabii · 摩洛哥（MAR）           |
| 次中量级 （詳細）   | Daniyar Yeleussinov · （KAZ）        | Shakhram Giyasov · （UZB）          | Souleymane Cissokho · 法国（FRA）        |
| 中量级 （詳細）     | 阿伦·洛佩斯 · 古巴（CUB）            | 别克捷米尔·梅利库济耶夫 · （UZB）   | 米萨埃尔·罗德里格斯 · 墨西哥（MEX）      |
| 中量级 （詳細）     | 阿伦·洛佩斯 · 古巴（CUB）            | 别克捷米尔·梅利库济耶夫 · （UZB）   | 卡姆兰·沙赫苏瓦尔雷 · 阿塞拜疆（AZE）    |
| 轻重量级 （詳細）   | 胡利奥·塞萨尔·拉克鲁斯 · 古巴（CUB） | Adilbek Niyazymbetov · （KAZ）      | Mathieu Bauderlique · 法国（FRA）        |
| 轻重量级 （詳細）   | 胡利奥·塞萨尔·拉克鲁斯 · 古巴（CUB） | Adilbek Niyazymbetov · （KAZ）      | Joshua Buatsi · 英国（GBR）              |
| 重量级 （詳細）     | Evgeny Tishchenko · 俄罗斯（RUS）    | Vasiliy Levit · （KAZ）             | 鲁斯塔姆·图拉加诺夫 · （UZB）            |
| 重量级 （詳細）     | Evgeny Tishchenko · 俄罗斯（RUS）    | Vasiliy Levit · （KAZ）             | Erislandy Savón · 古巴（CUB）            |
| 超重量级 （詳細）   | Tony Yoka · 法国（FRA）              | 乔·乔伊斯 · 英国（GBR）             | 菲利普·赫尔戈维奇 · 克罗地亚（CRO）      |
| 超重量级 （詳細）   | Tony Yoka · 法国（FRA）              | 乔·乔伊斯 · 英国（GBR）             | Ivan Dychko · （KAZ）                    |

### 女子
| 项目            | 金牌                          | 银牌                           | 铜牌                                |
| 蝇量级 （詳細） | 尼古拉·亚当斯 · 英国（GBR）   | Sarah Ourahmoune · 法国（FRA） | 任灿灿 · 中国（CHN）                |
| 蝇量级 （詳細） | 尼古拉·亚当斯 · 英国（GBR）   | Sarah Ourahmoune · 法国（FRA） | 因格丽特·巴伦西亚 · 哥伦比亚（COL） |
| 轻量级 （詳細） | 埃丝特勒·莫瑟利 · 法国（FRA） | 尹军花 · 中国（CHN）           | 米拉·波特科宁 · 芬兰（FIN）         |
| 轻量级 （詳細） | 埃丝特勒·莫瑟利 · 法国（FRA） | 尹军花 · 中国（CHN）           | Anastasia Belyakova · 俄罗斯（RUS） |
| 中量级 （詳細） | 克勞瑞莎·希爾茲 · 美国（USA） | 瑙赫卡·丰泰因 · 荷兰（NED）    | Dariga Shakimova · （KAZ）          |
| 中量级 （詳細） | 克勞瑞莎·希爾茲 · 美国（USA） | 瑙赫卡·丰泰因 · 荷兰（NED）    | 李倩 · 中国（CHN）                  |

## 皮划艇

### 激流
| 項目                               | 金牌                                                  | 银牌                                          | 铜牌                                    |  |  |  |
| 男子單人加拿大式艇（C-1） （詳細） | 德尼·加尔戈·沙尼 · 法国（FRA）                        | 马泰·贝纽什 · 斯洛伐克（SVK）                 | 羽根田卓也 · 日本（JPN）                |  |  |  |
| 男子雙人加拿大式艇（C-2） （詳細） | 斯洛伐克（SVK） · 拉吉斯拉夫·什坎塔尔 · 彼得·什坎塔尔 | 英国（GBR） · 戴维·弗洛伦斯 · 理查德·豪恩斯洛 | 法国（FRA） · 戈捷·克劳斯 · 马蒂厄·佩谢 |  |  |  |
|                                    |                                                       |                                               |                                         |  |  |  |
| 男子單人愛斯基摩艇（K-1） （詳細） | 乔·克拉克 · 英国（GBR）                               | 彼得·考泽尔 · 斯洛文尼亚（SLO）               | 伊日·普尔斯卡韦茨 · 捷克（CZE）         |  |  |  |
|                                    |                                                       |                                               |                                         |  |  |  |
| 女子單人愛斯基摩艇（K-1） （詳細） | 玛亚伦·乔劳特 · 西班牙（ESP）                         | 卢卡·琼斯 · 新西兰（NZL）                     | 杰茜卡·福克斯 · （AUS）                 |  |  |  |

### 競速
男子
| 項目                     | 金牌                                                                          | 银牌                                                                          | 铜牌                                                                        |  |  |  |
| 男子200公尺C-1 （詳細）  | Yuriy Cheban · 乌克兰（UKR）                                                  | 瓦连京·杰米亚年科 · 阿塞拜疆（AZE）                                           | 伊萨基亚斯·凯罗斯 · 巴西（BRA）                                             |  |  |  |
| 男子1000公尺C-1 （詳細） | 塞巴斯蒂安·布伦德尔 · 德国（GER）                                             | 伊萨基亚斯·凯罗斯 · 巴西（BRA）                                               | Ilia Shtokalov · 俄罗斯（RUS）                                              |  |  |  |
| 男子1000公尺C-2 （詳細） | 德国（GER） · 塞巴斯蒂安·布伦德尔 · 扬·范德赖                                 | 巴西（BRA） · Erlon Silva · 伊萨基亚斯·凯罗斯                                 | 乌克兰（UKR） · Dmytro Ianchuk · Taras Mishchuk                             |  |  |  |
|                          |                                                                               |                                                                               |                                                                             |  |  |  |
| 男子200公尺K-1 （詳細）  | 利亚姆·希思 · 英国（GBR）                                                     | 马克西姆·博蒙 · 法国（FRA）                                                   | 萨乌尔·克拉维奥托 · 西班牙（ESP）罗纳德·劳厄 · 德国（GER）                  |  |  |  |
| 男子1000公尺K-1 （詳細） | 马库斯·瓦尔茨 · 西班牙（ESP）                                                 | 约瑟夫·多斯塔尔 · 捷克（CZE）                                                 | Roman Anoshkin · 俄罗斯（RUS）                                              |  |  |  |
| 男子200公尺K-2 （詳細）  | 西班牙（ESP） · 萨乌尔·克拉维奥托 · 克里斯蒂安·托罗                           | 英国（GBR） · 利亚姆·希思 · 乔恩·斯科菲尔德                                   | 立陶宛（LTU） · 奥里马斯·兰卡斯 · 埃德维纳斯·拉马瑙斯卡斯                   |  |  |  |
| 男子1000公尺K-2 （詳細） | 德国（GER） · 马克斯·伦德施密特 · 马库斯·格罗斯                               | 塞尔维亚（SRB） · 马尔科·托米切维奇 · 米伦科·佐里奇                           | （AUS） · 肯·华莱士 · Lachlan Tame                                          |  |  |  |
| 男子1000公尺K-4 （詳細） | 德国（GER） · 马克斯·伦德施密特 · 汤姆·利布舍尔 · 马克斯·霍夫 · 马库斯·格罗斯 | 斯洛伐克（SVK） · 德尼斯·米沙克 · 弗尔切克·埃里克 · 陶尔·尤劳伊 · 林卡·蒂博尔 | 捷克（CZE） · 达尼埃尔·哈韦尔 · Lukáš Trefil · 约瑟夫·多斯塔尔 · Jan Štěrba |  |  |  |

女子
| 項目                    | 金牌                                                                                       | 银牌                                                                            | 铜牌                                                                                        |
| 女子200公尺K-1 （詳細） | 丽莎·卡林顿 · 新西兰（NZL）                                                                | 玛尔塔·瓦尔奇凯维奇 · 波兰（POL）                                               | 因娜·奥西片科-拉多姆斯卡 · 阿塞拜疆（AZE）                                                  |
| 女子500公尺K-1 （詳細） | 科扎克·达努塔 · 匈牙利（HUN）                                                              | 埃玛·约恩森 · 丹麦（DEN）                                                       | 丽莎·卡林顿 · 新西兰（NZL）                                                                 |
| 女子500公尺K-2 （詳細） | 匈牙利（HUN） · 绍博·高布丽埃洛 · 科扎克·达努塔                                            | 德国（GER） · 弗兰齐斯卡·韦伯 · 蒂娜·迪策                                       | 波兰（POL） · 卡罗利娜·纳亚 · 贝娅塔·米科瓦伊奇克                                           |
| 女子500公尺K-4 （詳細） | 匈牙利（HUN） · 绍博·高布丽埃洛 · 科扎克·达努塔 · 奇派什·陶马劳 · 福泽考什-祖尔·克里斯蒂娜 | 德国（GER） · 扎布丽娜·黑林 · 弗兰齐斯卡·韦伯 · 施特菲·克里格施泰因 · 蒂娜·迪策 | 白俄罗斯（BLR） · 玛加丽塔·马赫涅娃 · 娜杰日达·列佩什卡 · 奥莉加·胡坚科 · 玛丽娜·利特温丘克 |

## 自行车

### 公路自行车
| 项目                | 金牌                               | 银牌                                | 铜牌                                 |
| 男子公路赛 （詳細） | 格雷格·范·阿韦马特 · 比利时（BEL） | 雅各布·福尔桑 · 丹麦（DEN）         | 拉法乌·马伊卡 · 波兰（POL）          |
| 女子公路赛 （詳細） | 安娜·范德布雷亨 · 荷兰（NED）      | 埃玛·约翰松 · 瑞典（SWE）           | 埃莉萨·隆戈·博尔吉尼 · 意大利（ITA） |
| 男子计时赛 （詳細） | 法比安·坎切拉拉 · 瑞士（SUI）      | 汤姆·迪穆兰 · 荷兰（NED）           | 克里斯·弗鲁姆 · 英国（GBR）          |
| 女子计时赛 （詳細） | 克丽斯廷·阿姆斯特朗 · 美国（USA）  | 奥莉加·扎别林斯卡娅 · 俄罗斯（RUS） | 安娜·范德布雷亨 · 荷兰（NED）        |

### 场地自行车
| 项目                    | 金牌                                                                              | 银牌                                                                                            | 铜牌                                                                                                |  |  |  |
| 男子竞轮赛 （詳細）     | 贾森·肯尼 · 英国（GBR）                                                           | 马蒂尔斯·布赫利 · 荷兰（NED）                                                                   | 阿茲祖哈斯尼阿旺 · 马来西亚（MAS）                                                                  |  |  |  |
| 女子竞轮赛 （詳細）     | 艾利斯·利特里 · 荷兰（NED）                                                       | 丽贝卡·詹姆斯 · 英国（GBR）                                                                     | 安娜·米雷斯 · （AUS）                                                                               |  |  |  |
|                         |                                                                                   |                                                                                                 | |  |  |  |
| 男子全能赛 （詳細）     | 埃利亚·维维安尼 · 意大利（ITA）                                                   | 马克·卡文迪什 · 英国（GBR）                                                                     | 拉塞·诺曼·汉森 · 丹麦（DEN）                                                                        |  |  |  |
| 女子全能赛 （詳細）     | 勞拉·肯尼 · 英国（GBR）                                                           | 莎拉·哈默尔 · 美国（USA）                                                                       | 约莉恩·德-霍尔 · 比利时（BEL）                                                                      |  |  |  |
|                         |                                                                                   |                                                                                                 | |  |  |  |
| 男子团体追逐赛 （詳細） | 英国（GBR） WR · 埃德·克兰西 · 史蒂文·伯克 · 欧文·道尔 · 布拉德利·威金斯 ·        | （AUS） · 亚历克斯·埃德蒙森 · 杰克·博布里奇 · 迈克尔·赫伯恩 · 山姆·韦尔斯福德 · 卡勒姆·斯科特松 | 丹麦（DEN） · 拉塞·诺曼·汉森 · 尼克拉斯·拉森 · 弗雷德里克·马森 · 卡斯珀·冯·福尔萨赫 · 拉斯穆斯·夸德 |  |  |  |
| 女子团体追逐赛 （詳細） | 英国（GBR） WR · 凯蒂·阿奇博尔德 · 勞拉·肯尼 · 埃莉诺·巴克 · 乔安娜·劳斯尔·尚德 · | 美国（USA） · 莎拉·哈默尔 · 凯莉·卡特林 · 克洛埃·戴格特 · 珍妮弗·瓦伦特 ·                       | 加拿大（CAN） · 艾莉森·贝弗里奇 · 贾丝敏·格莱塞尔 · 柯丝蒂·莱 · 乔治娅·西默尔林 · 劳拉·布朗         |  |  |  |
|                         |                                                                                   |                                                                                                 | |  |  |  |
| 男子个人竞速赛 （詳細） | 贾森·肯尼 · 英国（GBR）                                                           | 卡勒姆·斯金纳 · 英国（GBR）                                                                     | 丹尼斯·德米特里耶夫 · 俄罗斯（RUS）                                                                 |  |  |  |
| 女子个人竞速赛 （詳細） | 克里斯蒂娜·沃格尔 · 德国（GER）                                                   | 丽贝卡·詹姆斯 · 英国（GBR）                                                                     | 凯蒂·马尔尚特 · 英国（GBR）                                                                         |  |  |  |
|                         |                                                                                   |                                                                                                 | |  |  |  |
| 男子团体竞速赛 （詳細） | 英国（GBR） OR · 菲利普·海因兹 · 贾森·肯尼 · 卡勒姆·斯金纳                        | 新西兰（NZL） · 埃迪·道金斯 · 伊森·米切尔 · 山姆·韦伯斯特                                       | 法国（FRA） · 格雷戈里·博热 · 米夏埃尔·德阿尔梅达 · 弗朗索瓦·佩尔维                                 |  |  |  |
| 女子团体竞速赛 （詳細） | 中国（CHN） · 宫金杰 · 钟天使                                                     | 俄罗斯（RUS） · 达里娅·什梅廖娃 · 阿纳斯塔西娅·沃伊诺娃                                         | 德国（GER） · 米丽亚姆·威尔特 · 克里斯蒂娜·沃格尔                                                   |  |  |  |

### 山地自行车
| 项目                | 金牌                          | 银牌                              | 铜牌                                   |
| 男子越野赛 （詳細） | 尼诺·舒尔特 · 瑞士（SUI）     | 雅罗斯拉夫·库尔哈维 · 捷克（CZE） | 卡洛斯·科洛马·尼古拉斯 · 西班牙（ESP） |
| 女子越野赛 （詳細） | 燕妮·里斯韦德斯 · 瑞典（SWE） | 马娅·沃什乔夫斯卡 · 波兰（POL）   | 凯瑟琳·潘德雷尔 · 加拿大（CAN）        |

### 小轮车
| 项目          | 金牌                            | 银牌                           | 铜牌                                  |
| 男子 （詳細） | 康纳·菲尔兹 · 美国（USA）       | 热勒·范·戈尔柯姆 · 荷兰（NED） | 卡洛斯·拉米雷斯 · 哥伦比亚（COL）     |
| 女子 （詳細） | 玛丽安娜·帕洪 · 哥伦比亚（COL） | 爱丽丝·波斯特 · 美国（USA）    | 斯蒂芬妮·赫尔南德斯 · 委内瑞拉（VEN） |

## 跳水

### 男子
| 項目                    | 金牌                               | 银牌                               | 铜牌                               |
| 3公尺跳板 （詳細）      | 曹緣（中国）                       | 杰克·劳格赫（英国）                | 帕特里克·豪斯丁（德国）            |
| 10公尺跳台 （詳細）     | 陈艾森（中国）                     | 傑曼·桑切斯（墨西哥）              | 大衛·布迪亞（美国）                |
| 雙人3公尺跳板 （詳細）  | 英国 · 克里斯·米尔斯 · 杰克·劳格赫 | 美国 · 山姆·多曼 · 迈克·希克森     | 中国 · 曹缘 · 秦凯                 |
| 雙人10公尺跳台 （詳細） | 中国 · 陈艾森 · 林跃               | 美国 · 大卫·布迪亚 · 斯蒂尔·约翰逊 | 英国 · 汤姆·戴利 · 丹尼尔·古德菲劳 |

### 女子
| 項目                    | 金牌                   | 银牌                                         | 铜牌                                 |
| 3公尺跳板 （詳細）      | 施廷懋（中国）         | 何姿（中国）                                 | 塔妮雅·卡尼奥托（意大利）            |
| 10公尺跳台 （詳細）     | 任茜（中国）           | 司雅杰（中国）                               | 米根·本菲托（加拿大）                |
| 雙人3公尺跳板 （詳細）  | 中国 · 施廷懋 · 吴敏霞 | 意大利 · 塔妮雅·卡尼奥托 · 弗朗西斯卡·达拉佩 | · 麦迪逊·基尼 · 安娜贝尔·史密斯      |
| 雙人10公尺跳台 （詳細） | 中国 · 陈若琳 · 刘蕙瑕 | 马来西亚 · 张俊虹 · 潘德莉拉                 | 加拿大 · 米根·本菲托 · 罗莎琳·费利恩 |

## 马术
| 项目                  | 金牌                                                                                       | 银牌                                                                                | 铜牌                                                                                               |  |  |  |
| 個人馬場馬術 （詳細） | 夏洛特·杜雅尔丹 · 英国（GBR）                                                              | 伊莎贝尔·韦特 · 德国（GER）                                                         | 克里斯蒂娜·布勒林-施普雷埃 · 德国（GER）                                                           |  |  |  |
| 團體馬場馬術 （詳細） | 德国（GER） · 森克·罗滕贝格尔 · 多萝特·施奈德 · 克里斯蒂娜·布勒林-施普雷埃 · 伊莎贝尔·韦特 | 英国（GBR） · 斯潘塞·威尔顿 · 菲奥娜·比格伍德 · 卡尔·赫斯特 · 夏洛特·杜雅尔丹       | 美国（USA） · 艾莉森·布罗克 · 凯西·佩里-格拉斯 · 斯特芬·彼得斯 · 劳拉·格雷夫斯                     |  |  |  |
|                       |                                                                                            |                                                                                     | |  |  |  |
| 個人三項賽 （詳細）   | 米夏埃尔·容 · 德国（GER）                                                                  | 阿斯捷·尼古拉 · 法国（FRA）                                                         | 菲利普·达顿 · 美国（USA）                                                                          |  |  |  |
| 團體三項賽 （詳細）   | 法国（FRA） · 卡里姆·拉古阿格 · 蒂博·瓦莱特 · 马蒂厄·勒穆瓦纳 · 阿斯捷·尼古拉              | 德国（GER） · 尤利娅·克拉耶夫斯基 · 桑德拉·奥法特 · 英格丽德·克利姆克 · 米夏埃尔·容 | （AUS） · 沙恩·罗斯 · 斯图尔特·廷尼 · 萨姆·格里菲思 · 克里斯·伯顿                                  |  |  |  |
|                       |                                                                                            |                                                                                     | |  |  |  |
| 個人障礙超越 （詳細） | 尼克·斯凯尔顿 · 英国（GBR）                                                                | 佩德·弗雷德里克松 · 瑞典（SWE）                                                     | 埃里克·拉马兹 · 加拿大（CAN）                                                                      |  |  |  |
| 團體障礙超越 （詳細） | 法国（FRA） · 菲利普·罗齐耶 · 凯万·斯托 · 罗歇-伊夫·博斯特 · 佩内洛普·勒普雷沃             | 美国（USA） · 肯特·法灵顿 · 露西·戴维斯 · 麦克莱恩·沃德 · 比齐·马登                 | 德国（GER） · 克里斯蒂安·阿尔曼 · 梅雷迪丝·迈克尔斯-贝尔鲍姆 · 丹尼尔·多伊塞尔 · 卢德格尔·贝尔鲍姆 |  |  |  |

## 击剑

### 男子
| 項目              | 金牌                                                                           | 银牌                                                                          | 铜牌                                                                                 |
| 個人銳劍 （詳細） | 朴相泳 · 韩国（KOR）                                                           | 伊姆赖·盖佐 · 匈牙利（HUN）                                                   | 戈捷·格吕米耶 · 法国（FRA）                                                          |
| 團體銳劍 （詳細） | 法国（FRA） · 戈捷·格吕米耶 · 扬尼克·博雷尔 · 达尼埃尔·热朗 · 让-米歇尔·吕塞奈 | 意大利（ITA） · 恩里科·加罗佐 · 马尔科·菲凯拉 · 保罗·皮佐 · 安德烈亚·桑塔雷利 | 匈牙利（HUN） · 博茨科·加博尔 · 伊姆赖·盖佐 · 雷德利·翁德拉什 · 绍姆福伊·彼得        |
| 個人鈍劍 （詳細） | 达尼埃莱·加罗佐 · 意大利（ITA）                                                | 亚历山大·马西亚拉斯 · 美国（USA）                                             | 季穆尔·萨芬 · 俄罗斯（RUS）                                                          |
| 團體鈍劍 （詳細） | 俄罗斯（RUS） · 季穆尔·萨芬 · 阿尔图尔·阿赫马特胡津 · 阿列克谢·切列米西诺夫    | 法国（FRA） · 热雷米·卡多 · 恩佐·勒福尔 · 埃尔万·勒佩舒 · 让-保罗·托尼·埃利赛 | 美国（USA） · 迈尔斯·钱利-沃森 · 雷斯·英博登 · 亚历山大·马西亚拉斯 · 格雷克·迈因哈特 |
| 個人軍刀 （詳細） | 西拉吉·阿伦 · 匈牙利（HUN）                                                    | 达里尔·霍默 · 美国（USA）                                                     | 金政焕 · 韩国（KOR）                                                                 |

### 女子
| 項目              | 金牌                                                                                    | 银牌                                                                                  | 铜牌                                                                                            |
| 個人銳劍 （詳細） | 萨斯·埃迈谢 · 匈牙利（HUN）                                                             | 萝塞拉·菲亚明戈 · 意大利（ITA）                                                       | 孙一文 · 中国（CHN）                                                                            |
| 團體銳劍 （詳細） | 罗马尼亚（ROM） · 洛雷达娜·迪努 · 西蒙娜·盖尔曼 · 西蒙娜·波普 · 安娜·玛丽亚·波佩斯库    | 中国（CHN） · 郝佳露 · 孙一文 · 孙玉洁 · 许安琪                                       | 俄罗斯（RUS） · 奥莉加·科奇涅娃 · 维奥莱塔·科洛博娃 · 塔季扬娜·洛古诺娃 · 柳博芙·舒托娃         |
| 個人鈍劍 （詳細） | 因娜·德里格拉佐娃 · 俄罗斯（RUS）                                                       | 埃莉萨·迪弗朗西丝卡 · 意大利（ITA）                                                   | 伊内斯·布贝克里 · 突尼斯（TUN）                                                                 |
| 個人軍刀 （詳細） | 亚娜·叶戈良 · 俄罗斯（RUS）                                                             | 索菲娅·韦莉卡娅 · 俄罗斯（RUS）                                                       | 奥莉加·哈尔兰 · 乌克兰（UKR）                                                                   |
| 團體軍刀 （詳細） | 俄罗斯（RUS） · 索菲娅·韦莉卡娅 · 亚娜·叶戈良 · 叶卡捷琳娜·季亚琴科 · 尤利娅·加夫里洛娃 | 乌克兰（UKR） · 奥莉加·哈尔兰 · 奥廖娜·克拉瓦茨卡 · 阿林娜·科马休克 · 奥廖娜·沃罗宁娜 | 美国（USA） · 莫妮卡·阿克萨米特 · 伊卜提哈杰·穆罕默德 · 达格玛拉·沃伊尼亚克 · 玛丽埃尔·扎格尼斯 |

## 曲棍球
| 項目          | 金牌 | 银牌 | 铜牌 |
| 男子 （詳細） | 阿根廷（ARG） · 胡安·曼努埃爾·比瓦爾迪 · 贡萨洛·佩利亚特 · 胡安·伊格纳西奥·希拉尔迪 · 佩德羅·伊巴拉 · 法昆多·卡力歐尼 · 盧卡斯·馬汀·雷伊 · 馬提亞斯·安利奎·培列德斯 · 华金·梅尼尼 · 卢卡斯·比拉 · 卢卡·马索 · 伊格纳西奥·奥尔蒂斯 · 胡安·马丁·洛佩斯 · 胡安·萨拉迪诺 · 伊西多罗·伊瓦拉 · 马蒂亚斯·雷伊 · 馬努爾·布魯涅 · 奧古斯汀·馬茲力 · 盧卡斯·羅西 | 比利时（BEL） · Arthur Van Doren · John-John Dohmen · Florent van Aubel · Sebastien Dockier · Cédric Charlier · Gauthier Boccard · Emmanuel Stockbroekx · Thomas Briels · Felix Denayer · Vincent Vanasch · Simon Gougnard · Loïck Luypaert · Tom Boon · Jérôme Truyens · Elliot Van Strydonck · Tanguy Cosyns · 0 · 0 | 德国（GER） · 尼古拉斯·雅各比 · 马蒂亚斯·米勒 · 利努斯·布特 · 马丁·黑纳 · 莫里茨·特龙佩茨 · 马茨·格兰布施 · 克里斯托弗·韦斯利 · 蒂姆·赫茨布鲁赫 · 托比亚斯·豪克 · 汤姆·格兰布施 · 克里斯托弗·吕尔 · 马丁·茨维克尔 · 莫里茨·菲尔斯特 · 弗洛里安·富克斯 · 铁木尔·奥鲁兹 · 尼克拉斯·韦伦 · 0 · 0     |
| 女子 （詳細） | 英国（GBR） · 玛迪·欣奇 · 劳拉·昂斯沃思 · 克丽丝塔·卡伦 · 汉娜·麦克劳德 · 乔吉·特威格 · 海伦·理查森-沃尔什 · 苏珊娜·汤森 · 凯特·理查森-沃尔什 · 萨姆·郭 · 亚历克丝·丹森 · 吉塞尔·安斯利 · 索菲·布雷 · 霍莉·韦布 · 肖娜·麦卡林 · 莉莉·奥斯利 · 妮古拉·怀特                                                                                              | 荷兰（NED） · Joyce Sombroek · Xan de Waard · Kitty van Male · Laurien Leurink · Willemijn Bos · Marloes Keetels · Carlien Dirkse van den Heuvel · 克莉·约恩克 · Maria Verschoor · Lidewij Welten · Caia van Maasakker · Maartje Paumen · 娜奥米·范阿斯 · Ellen Hoog · Margot van Geffen · Eva de Goede                | 德国（GER） · 妮克·洛伦茨 · 塞琳·奥鲁兹 · 安妮·施罗德 · 莉萨·许策 · 夏洛特·施塔彭霍斯特 · 卡塔琳娜·奥特 · 扬内·米勒-威兰 · 汉娜·克吕格尔 · 雅娜·特施克 · 莉萨·阿尔滕堡 · 弗兰齐斯卡·豪克 · 塞西尔·皮珀 · 玛丽·梅费斯 · 安妮卡·施普林克 · 尤利娅·米勒 · 皮娅-索菲·奥尔德哈费尔 · 克里斯蒂娜·雷诺茨 |

## 足球
| 项目          | 金牌 | 银牌 | 铜牌 |
| 男子 （詳細） | 巴西（BRA） · 韋華頓·佩雷拉·達施華 · Zeca · 洛迪高·卡爾奧 · 馬昆奴斯·哥利亞 · 雷纳托·奥古斯托 · Douglas Santos · 盧恩·古靴美·迪·捷西斯·韋拉 · 拉芬拿·艾簡達拿 · 加布里埃尔·巴尔博萨·阿尔梅达 · 内马尔 · 加布里埃爾·赫蘇斯 · 華萊士·蘇沙·施華 · 費塔朵·威廉 · Luan Garcia · 羅德里戈·多拿度 · 堤亞高·馬亞 · 费利佩·安德森 · Uilson | 德国（GER） · 蒂莫·霍恩 · Jeremy Toljan · 盧卡斯·克洛斯特曼 · 马蒂亚斯·金特尔 · 尼卡拉斯·蘇利 · 斯文·本德 · 馬克斯·邁爾 · 拉爾斯·本德 · 戴维·沙尔基 · 莱昂·戈雷茨卡 · 尤利安·布蘭特 · 扬尼克·胡特 · 菲利普·馬克斯 · 羅拔·包亞 · 馬克斯·克里斯蒂安森 · 格里沙·普勒梅尔 · 塞尔吉·格纳布里 · 尼尔斯·彼得森 · Eric Oelschlägel                                | 尼日利亚（NGR） · Daniel Akpeyi · Muenfuh Sincere · Kingsley Madu · Shehu Abdullahi · Saturday Erimuya · 威廉·特羅斯特-埃孔 · Aminu Umar · Oghenekaro Etebo · 伊莫·埃泽基尔 · 米基爾·約翰·奧比 · Junior Ajayi · Popoola Saliu · Umar Sadiq · Azubuike Okechukwu · Ndifreke Udo · Stanley Amuzie · Usman Mohammed · Emmanuel Daniel |
| 女子 （詳細） | 德国（GER） · 阿尔穆特·舒尔特 · 约瑟菲娜·亨宁 · Saskia Bartusiak · 莱奥妮·迈尔 · 安妮克·克拉恩 · 西蒙妮·劳德尔 · 梅拉妮·贝林格 · 莱娜·格斯林 · 亚历山德拉·波普 · 珍妮弗·毛罗然 · 安雅·米塔格 · 塔贝阿·克梅 · 萨拉·德布里茨 · 芭贝特·彼得 · Mandy Islacker · 梅拉妮·洛伊波尔茨 · Isabel Kerschowski · 劳拉·本卡特 · Svenja Huth    | 瑞典（SWE） · 约恩娜·安德松 · 埃米莉亚·阿佩尔奎斯特 · 科索瓦蕾·阿斯拉尼 · 埃玛·贝里隆德 · 斯蒂娜·布拉克斯特纽斯 · 希尔达·卡伦 · 莉萨·达尔奎斯特 · 玛格达莱娜·埃里克松 · 妮拉·菲舍尔 · 保琳·哈马隆德 · 索菲娅·雅各布松 · 赫德维格·林达尔 · 弗里多利娜·罗尔弗 · 埃琳·鲁本松 · 耶茜卡·萨穆埃尔松 · 洛塔·谢林 · 卡罗琳·塞格 · 琳达·森布兰特 · 奥利维娅·斯科格 | 加拿大（CAN） · 斯蒂凡妮·拉貝 · 阿莉莎·查普曼 · 卡迪莎·布坎南 · 舍琳娜·扎多爾斯基 · 丽贝卡·奎因 · 迪安·罗斯 · 丽安·威尔金森 · 黛安娜·马西森 · 若塞·贝朗热 · 艾許莉·羅倫斯 · 德西蕾·斯科特 · 克里斯蒂娜·辛克莱 · 索菲·施密特 · 梅利莎·坦克雷迪 · 妮歇尔·普林斯 · 洁宁·贝基 · 潔西·弗雷明 · 萨布丽娜·丹杰洛                          |

## 高尔夫
| 項目 | 金牌               | 银牌                 | 铜牌               |
| 男子 | 賈斯汀·羅斯 · 英国 | 亨里克·斯滕松 · 瑞典 | 馬特·庫查爾 · 美国 |
| 女子 | 朴仁妃 · 韩国      | 高寶璟 · 新西兰      | 馮珊珊 · 中国      |

## 体操

### 竞技体操

#### 男子
| 项目              | 金牌                                                               | 银牌 | 铜牌                                                 |  |  |  |
| 团体全能 （詳細） | 日本（JPN） · 白井健三 · 田中佑典 · 山室光史 · 内村航平 · 加藤凌平 | 俄罗斯（RUS） · 丹尼斯·阿布利亚津 · 达维德·别利亚夫斯基 · 伊万·斯特列托维奇 · 尼古莱·库克先科夫 · 尼基塔·纳戈尔内 | 中国（CHN） · 邓书弟 · 林超攀 · 刘洋 · 尤浩 · 张成龙 |  |  |  |
| 個人全能 （詳細） | 内村航平 · 日本（JPN）                                             | 奥列格·维尔尼亚耶夫 · 乌克兰（UKR）                                                                               | 馬克斯·惠特洛克 · 英国（GBR）                        |  |  |  |
|                   |                                                                    | |                                                      |  |  |  |
| 自由体操 （詳細） | 馬克斯·惠特洛克 · 英国（GBR）                                      | 迭戈·伊波利托 · 巴西（BRA）                                                                                       | 阿图尔·马里亚诺 · 巴西（BRA）                        |  |  |  |
| 单杠 （詳細）     | 法比安·漢布钦 · 德国（GER）                                        | 丹內爾·萊瓦 · 美国（USA）                                                                                         | 尼爾·威爾森 · 英国（GBR）                            |  |  |  |
| 双杠 （詳細）     | 奥列格·维尔尼亚耶夫 · 乌克兰（UKR）                                | 丹內爾·萊瓦 · 美国（USA）                                                                                         | 达维德·别利亚夫斯基 · 俄罗斯（RUS）                  |  |  |  |
| 鞍马 （詳細）     | 馬克斯·惠特洛克 · 英国（GBR）                                      | 路易斯·史密斯 · 英国（GBR）                                                                                       | 亞歷山大·納多爾 · 美国（USA）                        |  |  |  |
| 吊环 （詳細）     | 埃莱夫塞里奥斯·佩特鲁尼亚斯 · 希腊（GRE）                          | 阿图尔·扎内蒂 · 巴西（BRA）                                                                                       | 丹尼斯·阿布利亚津 · 俄罗斯（RUS）                    |  |  |  |
| 跳马 （詳細）     | 李世光 · 朝鲜（PRK）                                               | 丹尼斯·阿布利亚津 · 俄罗斯（RUS）                                                                                 | 白井健三 · 日本（JPN）                               |  |  |  |

#### 女子
| 项目              | 金牌                                                                                                  | 银牌 | 铜牌                                                 |  |  |  |
| 团体全能 （詳細） | 美国（USA） · 西蒙·拜爾斯 · 加布丽埃勒·道格拉斯 · 羅莉·埃爾南德斯 · 麦迪逊·科齐安 · 亞歷山德拉·拉絲曼 | 俄罗斯（RUS） · 安格林娜·梅利尼科娃 · 阿莉娅·穆斯塔芬娜 · 玛利亚·帕塞卡 · 达莉亚·斯皮里多诺娃 · 谢达·图特哈良 | 中国（CHN） · 范憶琳 · 毛艺 · 商春松 · 谭佳薪 · 王妍 |  |  |  |
| 个人全能 （詳細） | 西蒙·拜爾斯 · 美国（USA）                                                                             | 亞歷山德拉·拉絲曼 · 美国（USA）                                                                               | 阿莉娅·穆斯塔芬娜 · 俄罗斯（RUS）                    |  |  |  |
|                   | | |                                                      |  |  |  |
| 平衡木 （詳細）   | 桑内·韦弗斯 · 荷兰（NED）                                                                             | 羅莉·埃爾南德斯 · 美国（USA）                                                                                 | 西蒙·拜爾斯 · 美国（USA）                            |  |  |  |
| 自由体操 （詳細） | 西蒙·拜爾斯 · 美国（USA）                                                                             | 亞歷山德拉·拉絲曼 · 美国（USA）                                                                               | 埃米·廷克勒 · 英国（GBR）                            |  |  |  |
| 高低杠 （詳細）   | 阿莉娅·穆斯塔芬娜 · 俄罗斯（RUS）                                                                     | 麦迪逊·科齐安 · 美国（USA）                                                                                   | 索菲·舍德尔 · 德国（GER）                            |  |  |  |
| 跳马 （詳細）     | 西蒙·拜爾斯 · 美国（USA）                                                                             | 玛利亚·帕塞卡 · 俄罗斯（RUS）                                                                                 | 姬莉亞·斯泰因博格 · 瑞士（SUI）                      |  |  |  |

### 艺术体操
| 项目              | 金牌 | 银牌                                                                                                   | 铜牌 |
| 个人全能 （詳細） | 玛加丽塔·马蒙 · 俄罗斯（RUS）                                                                                                  | 雅娜·庫德亞特賽娃 · 俄罗斯（RUS）                                                                      | 甘娜·里札狄諾娃 · 乌克兰（UKR）                                                                                                  |
| 团体全能 （詳細） | 俄罗斯（RUS） · Vera Biryukova · 阿纳斯塔西娅·布利兹纽克 · 阿纳斯塔西娅·马克西莫娃 · 阿纳斯塔西娅·塔塔列娃 · 玛丽亚·托尔卡切娃 | 西班牙（ESP） · 桑德拉·阿吉拉尔 · Artemi Gavezou · 埃莱娜·洛佩斯 · 洛德丝·莫埃达诺 · 亚历杭德拉·克雷达 | 保加利亚（BUL） · Reneta Kamberova · Lyubomira Kazanova · Mihaela Maevska-Velichkova · Tsvetelina Naydenova · Hristiana Todorova |

### 蹦床
| 项目              | 金牌                                  | 银牌                        | 铜牌               |
| 男子个人 （詳細） | 乌拉季斯拉乌·汉查罗 · 白俄罗斯（BLR） | 董栋 · 中国（CHN）          | 高磊 · 中国（CHN） |
| 女子个人 （詳細） | 罗西·麦克琳南 · 加拿大（CAN）         | 布里奧尼·佩吉 · 英国（GBR） | 李丹 · 中国（CHN） |

## 手球
| 項目          | 金牌 | 银牌 | 铜牌 |
| 男子 （詳細） | 丹麦（DEN） · 尼克拉斯·兰丁·雅各布森 · 马斯·克里斯蒂安森 · 马斯·门萨·拉森 · 卡斯珀·乌尔里克·莫滕森 · 耶斯佩爾·內德斯博 · 揚尼克·格林 · 拉塞·斯万·汉森 · 勒内·托夫特·汉森 · 亨里克·默尔高 · 卡斯珀·森诺高 · 亨里克·托夫特·汉森 · 米克尔·汉森 · 莫滕·奥尔森 · 米凯尔·达姆高                                   | 法国（FRA） · 奥利維耶·紐卡斯 · 达尼埃尔·纳西斯 · 樊尚·热拉尔 · 尼古拉·卡拉巴蒂奇 · 康坦·马埃 · 马蒂厄·格雷比耶 · 迪爾里·奧梅耶 · 蒂莫泰·恩盖桑 · 吕克·阿巴洛 · 塞德里克·索昂多 · 米夏埃尔·吉古 · 卢卡·卡拉巴蒂奇 · 卢多维克·法夫雷加斯 · Adrien Dipanda · 瓦朗坦·波特                                 | 德国（GER） · 乌韦·根斯海默 · 芬恩·莱姆克 · 帕特里克·温策克 · 托比亚斯·赖希曼 · 法比安·维德 · 西尔维奥·海涅费特 · 亨德里克·佩克勒 · 斯特芬·魏因霍尔德 · 马丁·施特罗贝尔 · 帕特里克·格勒茨基 · 凯·黑夫纳 · 安德烈亚斯·沃尔夫 · 尤利乌斯·屈恩 · 克里斯蒂安·迪辛格 · 保罗·德鲁克斯                                      |
| 女子 （詳細） | 俄罗斯（RUS） · 安娜·希朵伊基娜 · 寶琳娜·庫茲涅佐娃 · 戴莉亞·迪米崔耶娃 · 安娜·森 · 歐嘉·萊維娜 · Anna Vyakhireva · 瑪莉娜·蘇達科娃 · 弗拉德雷娜·波伯羅夫妮柯瓦 · 維多利亞·日林斯凱特 · 叶卡捷琳娜·马连尼科娃 · 伊琳娜·布利兹诺娃 · Ekaterina Ilina · 瑪雅·佩特洛娃 · Tatyana Yerokhina · 維多利亞·卡麗妮娜 | 法国（FRA） · 劳拉·格洛塞 · 布朗迪娜·当塞特 · 卡蜜兒·埃格隆-索西納 · 阿莉松·皮诺 · Laurisa Landre · 格拉斯·扎迪 · Marie Prouvensier · 阿芒迪娜·莱诺 · 玛农·韦特 · 希哈巴·丹比利 · 克洛艾·比勒 · 塔玛拉·霍拉切克 · 贝亚特丽斯·埃德维热 · 埃丝特勒·恩泽·明科 · Gnonsiane Niombla · 亚历山德拉·拉克拉贝尔 | 挪威（NOR） · 卡丽·奥尔维克·格里姆斯伯 · 瑪莉·克麗斯汀·摩利 · Emilie Hegh Arntzen · 伊达·阿尔斯塔 · 韦罗妮卡·克里斯蒂安森 · 海伊迪·勒克 · 诺拉·默克 · 斯蒂娜·布雷达尔·奥夫特达尔 · 玛丽特·玛尔姆·弗拉菲尤 · 卡特琳·伦德·哈拉尔德森 · 琳-克丽斯廷·里格尔胡特·科伦 · 阿曼达·库尔托维克 · 卡米拉·哈瑞姆 · 桑娜·索尔贝格 |

## 柔道

### 男子
| 項目                   | 金牌                                | 银牌                                | 铜牌                                  |
| 60公斤級 （詳細）      | 別斯蘭·穆德拉諾夫 · 俄罗斯（RUS）   | 叶尔多斯·斯梅托夫 · （KAZ）         | 高藤直壽 · 日本（JPN）                |
| 60公斤級 （詳細）      | 別斯蘭·穆德拉諾夫 · 俄罗斯（RUS）   | 叶尔多斯·斯梅托夫 · （KAZ）         | 季约尔别克·乌罗兹博耶夫 · （UZB）     |
| 66公斤級 （詳細）      | 法比奥·巴西莱 · 意大利（ITA）       | 安保罗 · 韩国（KOR）                | 里绍德·索比罗夫 · （UZB）             |
| 66公斤級 （詳細）      | 法比奥·巴西莱 · 意大利（ITA）       | 安保罗 · 韩国（KOR）                | 海老沼匡 · 日本（JPN）                |
| 73公斤級 （詳細）      | 大野将平 · 日本（JPN）              | 鲁斯塔姆·奥鲁杰夫 · 阿塞拜疆（AZE） | 拉沙·沙夫达图阿什维利 · （GEO）       |
| 73公斤級 （詳細）      | 大野将平 · 日本（JPN）              | 鲁斯塔姆·奥鲁杰夫 · 阿塞拜疆（AZE） | 迪尔克·范蒂舍尔特 · 比利时（BEL）     |
| 81公斤級 （詳細）      | 哈桑·哈尔穆尔扎耶夫 · 俄罗斯（RUS） | 特拉维斯·史蒂文斯 · 美国（USA）     | 塞尔久·托马 · 阿拉伯联合酋长国（UAE） |
| 81公斤級 （詳細）      | 哈桑·哈尔穆尔扎耶夫 · 俄罗斯（RUS） | 特拉维斯·史蒂文斯 · 美国（USA）     | 永瀨貴規 · 日本（JPN）                |
| 90公斤級 （詳細）      | 贝克茉秋 · 日本（JPN）              | 瓦尔拉姆·利帕尔捷利阿尼 · （GEO）   | 郭同韩 · 韩国（KOR）                  |
| 90公斤級 （詳細）      | 贝克茉秋 · 日本（JPN）              | 瓦尔拉姆·利帕尔捷利阿尼 · （GEO）   | 程训钊 · 中国（CHN）                  |
| 100公斤級 （詳細）     | 盧卡斯·克帕勒克 · 捷克（CZE）       | 埃尔马·加西莫夫 · 阿塞拜疆（AZE）   | 西里尔·马雷 · 法国（FRA）             |
| 100公斤級 （詳細）     | 盧卡斯·克帕勒克 · 捷克（CZE）       | 埃尔马·加西莫夫 · 阿塞拜疆（AZE）   | 羽賀龍之介 · 日本（JPN）              |
| 100公斤以上級 （詳細） | 特迪·里內 · 法国（FRA）             | 原澤久喜 · 日本（JPN）              | 拉斐爾·席爾瓦 · 巴西（BRA）           |
| 100公斤以上級 （詳細） | 特迪·里內 · 法国（FRA）             | 原澤久喜 · 日本（JPN）              | 奥尔·萨松 · 以色列（ISR）             |

### 女子
| 項目                  | 金牌                                    | 银牌                              | 铜牌                                  |
| 48公斤級 （詳細）     | 葆拉·帕雷托 · 阿根廷（ARG）             | 鄭普涇 · 韩国（KOR）              | 近藤亞美 · 日本（JPN）                |
| 48公斤級 （詳細）     | 葆拉·帕雷托 · 阿根廷（ARG）             | 鄭普涇 · 韩国（KOR）              | 奥特贡采采格·嘎勒巴德拉赫 · （KAZ）   |
| 52公斤級 （詳細）     | 瑪琳達·開爾門蒂 · 科索沃（KOS）         | 奥黛特·朱弗里达 · 意大利（ITA）   | 中村美里 · 日本（JPN）                |
| 52公斤級 （詳細）     | 瑪琳達·開爾門蒂 · 科索沃（KOS）         | 奥黛特·朱弗里达 · 意大利（ITA）   | 纳塔利娅·库久京娜 · 俄罗斯（RUS）     |
| 57公斤級 （詳細）     | 拉斐拉·席尔瓦 · 巴西（BRA）             | 道尔吉苏伦·苏米娅 · 蒙古（MGL）   | 特尔玛·蒙泰罗 · 葡萄牙（POR）         |
| 57公斤級 （詳細）     | 拉斐拉·席尔瓦 · 巴西（BRA）             | 道尔吉苏伦·苏米娅 · 蒙古（MGL）   | 松本薰 · 日本（JPN）                  |
| 63公斤級 （詳細）     | 蒂娜·特尔斯泰尼亚克 · 斯洛文尼亚（SLO） | 克拉丽丝·阿格贝涅努 · 法国（FRA） | 亚登·杰尔比 · 以色列（ISR）           |
| 63公斤級 （詳細）     | 蒂娜·特尔斯泰尼亚克 · 斯洛文尼亚（SLO） | 克拉丽丝·阿格贝涅努 · 法国（FRA） | 阿妮卡·范埃姆登 · 荷兰（NED）         |
| 70公斤級 （詳細）     | 田知本遥 · 日本（JPN）                  | 尤丽·阿尔韦亚尔 · 哥伦比亚（COL） | 萨莉·康韦 · 英国（GBR）               |
| 70公斤級 （詳細）     | 田知本遥 · 日本（JPN）                  | 尤丽·阿尔韦亚尔 · 哥伦比亚（COL） | 劳拉·巴尔加斯·科赫 · 德国（GER）      |
| 78公斤級 （詳細）     | 凯拉·哈里森 · 美国（USA）               | 奥德蕾·特舍梅奥 · 法国（FRA）     | 梅拉·阿吉亞爾 · 巴西（BRA）           |
| 78公斤級 （詳細）     | 凯拉·哈里森 · 美国（USA）               | 奥德蕾·特舍梅奥 · 法国（FRA）     | 阿娜玛丽·韦伦舍克 · 斯洛文尼亚（SLO） |
| 78公斤以上級 （詳細） | 埃米莉·昂代奥尔 · 法国（FRA）           | 伊達莉斯·奧爾蒂斯 · 古巴（CUB）   | 山部佳苗 · 日本（JPN）                |
| 78公斤以上級 （詳細） | 埃米莉·昂代奥尔 · 法国（FRA）           | 伊達莉斯·奧爾蒂斯 · 古巴（CUB）   | 于頌 · 中国（CHN）                    |

## 现代五项
| 項目          | 金牌                          | 银牌                            | 铜牌                                |
| 男子 （詳細） | 亚历山大·列松 · 俄罗斯（RUS） | 帕夫洛·季莫先科 · 乌克兰（UKR） | 伊斯梅尔·埃尔南德斯 · 墨西哥（MEX） |
| 女子 （詳細） | 克洛伊·埃斯波西托 · （AUS）   | 艾洛蒂·克劳威尔 · 法国（FRA）   | 奥克塔维亚·诺瓦茨卡 · 波兰（POL）   |

## 赛艇

### 男子
| 項目                    | 金牌 | 银牌 | 铜牌 |
| 單人雙槳 （詳細）       | 新西兰（NZL） · 马埃·德赖斯代尔 OR | 克罗地亚（CRO） · 達米爾·馬丁 | 捷克（CZE） · 翁德热·西内克 |
| 雙人單槳 （詳細）       | 新西兰（NZL） · 埃里克·默里 · 哈米什·邦德 | 南非（RSA） · 劳伦斯·布里顿 · 肖恩·基林 | 意大利（ITA） · 乔瓦尼·阿巴尼亚莱 · 马尔科·迪科斯坦佐 |
| 雙人雙槳 （詳細）       | 克罗地亚（CRO） · 马丁·辛科维奇 · 瓦伦特·辛科维奇 | 立陶宛（LTU） · 明道加斯·格里什科尼斯 · 绍柳斯·里特尔 | 挪威（NOR） · 谢蒂尔·博克 · 奥拉夫·蒂夫特 |
| 四人單槳 （詳細）       | 英国（GBR） · 亚历克斯·格雷戈里 · 穆罕默德·斯比希 · 乔治·纳什 · 康斯坦丁·盧魯迪斯                                                                         | （AUS） · 威尔·洛克伍德 · 乔希·邓克利-史密斯 · 乔希·布思 · 亚历山大·希尔 | 意大利（ITA） · 多梅尼科·蒙特羅內 · 马泰奥·卡斯塔尔多 · 马泰奥·洛多 · 朱塞佩·維奇諾                                                                             |
| 四人雙槳 （詳細）       | 德国（GER） · 菲利普·文德 · 劳里茨·朔夫 · 卡尔·舒尔策 · 汉斯·格鲁内                                                                                       | （AUS） · 卡斯滕·福斯特林 · 亚历山大·别洛诺戈夫 · 卡梅伦·格德尔斯通 · 詹姆斯·麦克雷                                                                                               | 爱沙尼亚（EST） · 安德烈·耶姆塞 · 阿拉·拉亞 · 托努·安德瑞克森 · 卡斯帕·泰姆索                                                                                   |
| 八人單槳 （詳細）       | 英国（GBR） · 斯科特·杜兰特 · 托马斯·马修·兰斯利 · 安德鲁·特里格斯·霍奇 · 马特·戈特雷尔 · 皮特·里德 · 保罗·本内特 · 马特·兰格里奇 · 威尔·萨奇 · 费伦·希尔 | 德国（GER） · 马克西米利安·蒙斯基 · 马尔特·雅克希克 · 安德烈亚斯·库夫纳 · 埃里克·约翰内森 · 马克西米利安·赖内尔特 · 費利克斯·德拉霍塔 · 里夏德·施密特 · 汉内斯·奥奇克 · 马丁·绍尔 | 荷兰（NED） · 凱·亨德烈克斯 · 羅伯特·陸侃 · 波阿斯·梅林克 · 鮑德韋因·羅爾 · 奧利維爾·西赫拉爾 · 迪尔克·艾滕博哈德 · 梅希爾·弗斯勒斯 · 托内·维滕 · 彼得·維爾瑟姆 |
| 輕量級雙人雙槳 （詳細） | 法国（FRA） · 皮耶·烏恩 · 热雷米·阿祖 | 爱尔兰（IRL） · 加里·奥多诺万 · 保罗·奥多诺万 | 挪威（NOR） · 克里斯托弗·布伦 · 阿德·斯特蘭德利 |
| 輕量級四人單槳 （詳細） | 瑞士（SUI） · 卢卡·特拉梅尔 · 西蒙·许尔希 · 西蒙·尼普曼 · 马里奥·居尔                                                                                     | 丹麦（DEN） · 雅各布·巴爾瑟 · 雅各布·拉森 · 卡斯珀·温特·约恩森 · 莫滕·约恩森 | 法国（FRA） · 弗蘭克·索爾福羅西 · 托馬斯·巴胡克 · 紀堯姆·雷諾 · 蒂博·科拉尔                                                                                     |

### 女子
| 項目                    | 金牌 | 银牌 | 铜牌 |
| 單人雙槳 （詳細）       | （AUS） · 金·布倫南 | 美国（USA） · 金妮芙拉·史東 | 中国（CHN） · 段靜莉 |
| 雙人單槳 （詳細）       | 英国（GBR） · 海伦·格洛弗 · 希瑟·斯坦宁 | 新西兰（NZL） · 吉納維芙·貝倫 · 丽贝卡·斯科恩 | 丹麦（DEN） · 海薇格·拉斯穆森 · 安妮·安徒生 |
| 雙人雙槳 （詳細）       | 波兰（POL） · 玛格达莱娜·富拉尔奇克 · 纳塔利娅·马达伊                                                                                             | 英国（GBR） · 维多利亚·索恩利 · 凯瑟琳·格兰杰 | 立陶宛（LTU） · 多娜塔·维什塔尔泰特 · 米尔达·瓦尔丘凯特 |
| 四人雙槳 （詳細）       | 德国（GER） · 安妮卡特琳·蒂勒 · 卡丽娜·贝尔 · 尤利娅·利尔 · 莉萨·施米德拉                                                                         | 荷兰（NED） · 香特爾·阿赫特貝爾格 · 妮可·博克爾斯 · 英厄·扬森 · 卡琳·鮑                                                                              | 波兰（POL） · 玛丽亚·斯普林瓦尔德 · 约安娜·莱什琴斯卡 · 阿格涅什卡·科布斯 · 莫妮卡·恰丘赫                                                                                         |
| 八人單槳 （詳細）       | 美国（USA） · 埃米莉·里甘 · 阿曼达·波尔克 · 凯特琳·斯奈德 · 克丽·西蒙兹 · 劳伦·施梅特林 · 特莎·戈博 · 梅根·马斯尼基 · 埃尔·洛根 · 阿曼达·埃尔莫尔 | 英国（GBR） · 凯蒂·格雷夫斯 · 梅拉妮·威尔逊 · 弗朗西丝·霍顿 · 波莉·斯旺 · 杰茜卡·埃迪 · 奧莉薇亞·卡內基-布朗 · 卡伦·本内特 · 佐伊·李 · 佐伊·德托莱多 | 罗马尼亚（ROU） · 罗克萨娜·科贾努 · 伊万娜·斯特伦加鲁 · 米哈埃拉·彼得里勒 · 尤利安娜·波帕 · 默德利娜·贝雷什 · 劳拉·奥普雷亚 · 阿德利娜·博古什 · 安德烈娅·博吉安 · 达妮埃拉·德伦恰 |
| 輕量級雙人雙槳 （詳細） | 荷兰（NED） · 伊尔瑟·保利斯 · 迈克·海德 | 加拿大（CAN） · 琳西·詹納瑞克 · 派翠西亞·奧比 | 中国（CHN） · 黃文儀 · 潘飛鴻 |

## 七人制橄榄球
| 項目          | 金牌 | 银牌 | 铜牌 |
| 男子 （詳細） | 斐济 · Masivesi Dakuwaqa · Apisai Domolailai · Osea Kolinisau · Semi Kunatani · Viliame Mata · Leone Nakarawa · Vatemo Ravouvou · Kitione Taliga · Josua Tuisova · Jerry Tuwai · Jasa Veremalua · Samisoni Viriviri · | 英国 · 馬克·本內特 · 丹·毕比 · 菲尔·伯吉斯 · 萨姆·克罗斯 · 詹姆斯·戴维斯 · 奥利·林赛-黑格 · Ruaridh McConnochie · 汤姆·米切尔 · 丹·诺顿 · 马克·罗伯逊 · 詹姆斯·罗德韦尔 · 马库斯·沃森                   | 南非 · Cecil Afrika · Tim Agaba · 凯尔·布朗 · Juan de Jongh · Justin Geduld · Francois Hougaard · Werner Kok · Cheslin Kolbe · 迪伦·塞奇 · Kwagga Smith · Philip Snyman · Roscko Speckman ·  |
| 女子 （詳細） | · 妮科尔·贝克 · Charlotte Caslick · 埃米莉·彻丽 · 克洛艾·多尔顿 · 杰玛·埃瑟里奇 · 埃利亚·格林 · 香农·帕里 · Evania Pelite · 艾丽西亚·夸克 · Emma Tonegato · 埃米·特纳 · Sharni Williams                               | 新西兰 · 莎基拉·贝克 · 凯莉·布雷热 · 盖尔·布劳顿 · 特雷莎·菲茨帕特里克 · Sarah Goss · Huriana Manuel · 凯拉·麦卡利斯特 · Tyla Nathan-Wong · Terina Te Tamaki · Ruby Tui · 尼尔·威廉斯 · 波希娅·伍德曼 · | 加拿大 · 布里塔妮·本 · 汉娜·达林 · 比昂卡·法雷拉 · 珍·基什 · Ghislaine Landry · Megan Lukan · Kayla Moleschi · 卡伦·帕坎 · 凯莉·拉塞尔 · 阿什莉·斯泰西 · Natasha Watcham-Roy · 夏丽蒂·威廉斯 |

## 帆船

### 男子
| 項目              | 金牌                                            | 银牌                                | 铜牌                                              |
| RS:X （詳細）     | 多利安·范莱索贝瑞赫 · 荷兰（NED）               | 尼克·鄧普西 · 英国（GBR）           | Pierre Le Coq · 法国（FRA）                       |
| 雷射型 （詳細）   | 汤姆·伯顿 · （AUS）                             | 湯奇·史蒂潘諾維奇 · 克罗地亚（CRO） | 山姆·米奇 · 新西兰（NZL）                         |
| 芬蘭人級 （詳細） | 贾尔斯·斯科特 · 英国（GBR）                     | 瓦西里·日博加尔 · 斯洛文尼亚（SLO） | 迦勒·潘恩 · 美国（USA）                           |
| 470 （詳細）      | 克罗地亚（CRO） · 希梅·凡泰拉 · 伊戈尔·马雷尼奇 | （AUS） · 马修·贝尔彻 · 威廉·瑞安   | 希腊（GRE） · Panagiotis Mantis · Pavlos Kagialis |
| 49er （詳細）     | 新西兰（NZL） · 彼得·伯林 · 布莱尔·图克         | （AUS） · 内森·奥特里奇 · 伊恩·詹森 | 德国（GER） · 埃里克·海尔 · 托马斯·普勒塞尔       |

### 女子
| 項目            | 金牌                                        | 银牌                                       | 铜牌                                                  |
| RS:X （詳細）   | 沙利纳·皮康 · 法国（FRA）                   | 陈佩娜 · 中国（CHN）                       | Stefania Elfutina · 俄罗斯（RUS）                     |
| 輻射型 （詳細） | 玛丽特·鲍梅斯特 · 荷兰（NED）               | Annalise Murphy · 爱尔兰（IRL）            | 安妮-玛丽·林多姆 · 丹麦（DEN）                        |
| 470 （詳細）    | 英国（GBR） · 汉娜·米尔斯 · 萨斯基娅·克拉克 | 新西兰（NZL） · Jo Aleh · 波莉·鲍里        | 法国（FRA） · 卡米耶·勒库安特 · 埃莱娜·德弗朗斯       |
| 49erFX （詳細） | 巴西（BRA） · 马蒂娜·格拉埃尔 · 卡埃娜·孔泽 | 新西兰（NZL） · Alex Maloney · Molly Meech | 丹麦（DEN） · Jena Mai Hansen · Katja Salskov-Iversen |

### 混合項目
| 項目              | 金牌                                            | 银牌                                    | 铜牌                                         |
| Nacra 17 （詳細） | 阿根廷（ARG） · 圣地亚哥·兰赫 · 塞西莉亞·卡蘭薩 | （AUS） · 贾森·沃特豪斯 · 莉萨·达尔马宁 | 奥地利（AUT） · Thomas Zajac · 塔尼娅·弗兰克 |

## 射击

### 男子
| 項目                    | 金牌                                      | 银牌                             | 铜牌                                        |  |  |  |
| 10公尺空氣手槍 （詳細） | 黃春榮 · 越南（VIE） OR                   | 菲利佩·阿尔梅达·吴 · 巴西（BRA） | 龐偉 · 中国（CHN）                          |  |  |  |
| 10公尺空氣步槍 （詳細） | 尼科洛·坎普里亚尼 · 意大利（ITA） OR      | 谢尔盖·库利什 · 乌克兰（UKR）    | 弗拉基米尔·马斯连尼科夫 · 俄罗斯（RUS）     |  |  |  |
|                         |                                           |                                  |                                             |  |  |  |
| 25公尺快射手槍 （詳細） | 克里斯蒂安·赖茨 · 德国（GER）             | 让·基康普瓦 · 法国（FRA）        | 李越宏 · 中国（CHN）                        |  |  |  |
| 50公尺手槍 （詳細）     | 秦钟午 · 韩国（KOR） OR                   | 黃春榮 · 越南（VIE）             | 金成国 · 朝鲜（PRK）                        |  |  |  |
|                         |                                           |                                  |                                             |  |  |  |
| 50公尺步槍臥姿 （詳細） | 亨利·容黑内尔 · 德国（GER） OR            | 金钟铉 · 韩国（KOR）             | 基里尔·格里戈良 · 俄罗斯（RUS）             |  |  |  |
| 50公尺步槍三姿 （詳細） | 尼科洛·坎普里亚尼 · 意大利（ITA）         | 谢尔盖·卡缅斯基 · 俄罗斯（RUS）  | 亚历克西·雷诺 · 法国（FRA）                 |  |  |  |
|                         |                                           |                                  |                                             |  |  |  |
| 定向飛靶 （詳細）       | 加布里埃莱·罗塞蒂 · 意大利（ITA）         | 马库斯·斯文松 · 瑞典（SWE）      | 阿卜杜拉·拉希迪 · 独立奥林匹克运动员（IOA） |  |  |  |
| 不定向飛靶 （詳細）     | 约瑟普·格拉斯诺维奇 · 克罗地亚（CRO）     | 乔瓦尼·佩列洛 · 意大利（ITA）    | 爱德华·林 · 英国（GBR）                     |  |  |  |
| 雙不定向飛靶 （詳細）   | 费海德·代哈尼 · 独立奥林匹克运动员（IOA） | 马尔科·因诺琴蒂 · 意大利（ITA）  | 史蒂文·斯科特 · 英国（GBR）                 |  |  |  |

### 女子
| 項目                    | 金牌                          | 银牌                                  | 铜牌                                 |  |  |  |
| 10公尺空氣手槍 （詳細） | 张梦雪 · 中国（CHN） OR       | 维塔利娜·巴察拉什金娜 · 俄罗斯（RUS） | 安娜·科拉卡基 · 希腊（GRE）          |  |  |  |
| 10公尺空氣步槍 （詳細） | · 美国（USA） OR              | 杜麗 · 中国（CHN）                    | 易思玲 · 中国（CHN）                 |  |  |  |
|                         |                               |                                       |                                      |  |  |  |
| 25公尺手槍 （詳細）     | 安娜·科拉卡基 · 希腊（GRE）   | 莫妮卡·卡尔施 · 德国（GER）           | 海迪·迪特黑尔姆·格贝尔 · 瑞士（SUI） |  |  |  |
|                         |                               |                                       |                                      |  |  |  |
| 50公尺步槍三姿 （詳細） | 芭芭拉·恩格利德 · 德国（GER） | 張彬彬 · 中国（CHN）                  | 杜麗 · 中国（CHN）                   |  |  |  |
|                         |                               |                                       |                                      |  |  |  |
| 定向飛靶 （詳細）       | 迪亚娜·巴科西 · 意大利（ITA） | 基娅拉·卡伊内罗 · 意大利（ITA）       | 金伯莉·罗德 · 美国（USA）            |  |  |  |
| 不定向飛靶 （詳細）     | 凯瑟琳·斯金纳 · （AUS）       | 纳塔莉·鲁妮 · 新西兰（NZL）           | 科丽·科格德尔 · 美国（USA）          |  |  |  |

## 游泳

### 男子
| 項目 | 金牌 | 金牌       | 银牌 | 银牌        | 铜牌 | 铜牌            |
| 50公尺自由式 （詳細） | 安東尼·歐文 · 美国（USA） | 21.40      | 弗洛朗·馬納杜 · 法国（FRA） | 21.41       | 倪家駿 · 美国（USA） | 21.49           |
| 100公尺自由式 （詳細） | 凯尔·查默斯 · （AUS） | 47.58      | 彼得·帝摩斯 · 比利时（BEL） | 47.80       | 倪家骏 · 美国（USA） | 47.85           |
| 200公尺自由式 （詳細） | 孙杨 · 中国（CHN） | 1:44.65    | 查德·勒克洛 · 南非（RSA） | 1:45.20 AF  | 康納爾·德懷爾 · 美国（USA）                                                                                                | 1:45.23         |
| 400公尺自由式 （詳細） | 麥克·霍爾頓 · （AUS） | 3:41.55    | 孫楊 · 中国（CHN） | 3:41.68     | 加布里埃萊·德蒂 · 意大利（ITA）                                                                                            | 3:43.69         |
| 1500公尺自由式 （詳細） | 格雷戈里奧·帕特里尼耶里 · 意大利（ITA） | 14:34.57   | 康納爾·傑戈爾 · 美国（USA） | 14:39.48 AM | 加布里埃萊·德蒂 · 意大利（ITA）                                                                                            | 14:40.86        |
| | |            | |             | |                 |
| 100公尺仰式 （詳細） | 瑞安·墨菲 · 美国（USA） | 51.97 OR   | 徐嘉余 · 中国（CHN） | 52.31       | 大卫·普拉默 · 美国（USA）                                                                                                  | 52.40           |
| 200公尺仰式 （詳細） | 瑞安·墨菲 · 美国（USA） | 1:53.62    | 米奇·拉金 · （AUS） | 1:53.96     | 葉夫根尼·雷洛夫 · 俄罗斯（RUS）                                                                                            | 1:53.97 ER      |
| | |            | |             | |                 |
| 100公尺蛙式 （詳細） | 亞當·佩蒂 · 英国（GBR） | 57.13 WR   | 卡梅倫·范德伯格 · 南非（RSA） | 58.69       | 科迪·勒 · 美国（USA） | 58.87 AM        |
| 200公尺蛙式 （詳細） | 德米特里·巴蘭京 · （KAZ） | 2.07.46 NR | 乔希·普雷诺特 · 美国（USA） | 2.07.53     | 安东·丘普科夫 · 俄罗斯（RUS）                                                                                              | 2.07.70 NR      |
| | |            | |             | |                 |
| 100公尺蝶式 （詳細） | 約瑟·斯庫林 · 新加坡（SIN） | 50.39 OR   | 麦可·菲尔普斯 · 美国（USA） | 51.14       | 未颁发 银牌平手 | 未颁发 银牌平手 |
| 100公尺蝶式 （詳細） | 約瑟·斯庫林 · 新加坡（SIN） | 50.39 OR   | 查德·勒克洛 · 南非（RSA） | 51.14       | 未颁发 银牌平手 | 未颁发 银牌平手 |
| 100公尺蝶式 （詳細） | 約瑟·斯庫林 · 新加坡（SIN） | 50.39 OR   | 切赫·拉斯洛 · 匈牙利（HUN） | 51.14       | 未颁发 银牌平手 | 未颁发 银牌平手 |
| 200公尺蝶式 （詳細） | 麦可·菲尔普斯 · 美国（USA） | 1:53.36    | 坂井圣人 · 日本（JPN） | 1:53.40     | 肯代赖希·陶马什 · 匈牙利（HUN）                                                                                            | 1:53.62         |
| | |            | |             | |                 |
| 200公尺個人混合式 （詳細） | 麦可·菲尔普斯 · 美国（USA） | 1:54.66    | 萩野公介 · 日本（JPN） | 1:56.61     | 汪順 · 中国（CHN） | 1:57.05         |
| 400公尺個人混合式 （詳細） | 萩野公介 · 日本（JPN） | 4:06.05    | 恰斯·卡利斯茲 · 美国（USA） | 4:06.75     | 瀨户大也 · 日本（JPN） | 4:09.71         |
| | |            | |             | |                 |
| 4×100公尺自由式接力 （詳細） | 美国（USA） · 凱勒布·德萊賽爾 (48.10) · 麥可·菲爾普斯 (47.12) · 瑞安·荷德 (47.73) · 倪家駿 (46.97) · 吉·费根[a] · 布萊克·佩羅尼[a] · 安東尼·歐文[a]                     | 3:09.92    | 法国（FRA） · 梅迪·梅泰拉 (48.08) · 法比安·吉罗 (48.20) · 弗洛朗·马纳杜 (47.14) · 热雷米·斯特拉维于斯 (47.11) · 克莱芒·米尼翁[a] · 威廉·梅纳尔[a] | 3:10.53     | （AUS） · 詹姆斯·罗伯茨 (48.88) · 凯尔·查默斯 (47.38) · 詹姆斯·马格努森 (48.11) · 卡梅伦·麦克沃伊 (47.00) · 马修·阿布德[a] | 3:11.37         |
| 4×200公尺自由式接力 （詳細） | 美国（USA） · 康納爾·德懷爾 (1:45.23) · 汤利·哈斯 (1:44.14) · 瑞安·洛赫特 (1:46.03) · 麦可·菲尔普斯 (1:45.26) · 克拉克·史密斯[a] · 杰克·康格[a] · 冈纳·本茨[a]          | 7:00.66    | 英国（GBR） · 史蒂芬·米恩 (1:46.97) · 邓肯·斯科特 (1:45.05) · 丹尼尔·华伦斯 (1:46.26) · 詹姆斯·盖伊 (1:44.85) · 罗伯特·伦维克[a]                  | 7:03.13 NR  | 日本（JPN） · 萩野公介 (1:45.34) · 江原骑士 (1:46.11) · 小堀勇气 (1:45.71) · 松田丈志 (1:46.34)                            | 7:03.50         |
| 4×100公尺混合式接力 （詳細） | 美国（USA） · 瑞安·墨菲 (51.85) WR · 科迪·米勒 (59.03) · 麦可·菲尔普斯 (50.33) · 倪家駿 (46.74) · 大衛·普拉默[a] · 凱文·柯德斯[a] · 湯姆·席爾茲[a] · 凱勒布·德萊賽爾[a] | 3:27.95 OR | 英国（GBR） · 克里斯·沃克-赫本 (53.68) · 亞當·佩蒂 (56.59) · 詹姆斯·蓋伊 (51.35) · 鄧肯·斯科特 (47.62)                                            | 3:29.24 NR  | （AUS） · 米奇·拉金 (53.19) · 杰克·派卡德 (58.84) · 大衛·摩根 (51.18) · 凱爾·查默斯 (46.72) · 卡梅倫·麥克沃伊[a]           | 3:29.93         |
| | |            | |             | |                 |
| 10公里馬拉松 （詳細） | 費利·威特曼 · 荷兰（NED） | 1:52:59.8  | 斯皮里宗·揚尼奧蒂斯 · 希腊（GRE） | 1:52:59.8   | 馬克-安托萬·奧利維耶 · 法国（FRA）                                                                                         | 1:53:02.0       |
| AF 非洲紀錄 \| AM 美洲紀錄 \| AS 亞洲紀錄 \| ER 歐洲紀錄 \| OC 大洋洲紀錄 \| OR 奧運紀錄 \| WR 世界紀錄 NR 國家/地區紀錄（本賽事所產生的任何世界紀錄必然為奧運、洲際和國家紀錄。洲際紀錄（大陸區域）也為國家/地區紀錄）。 | |            | |             | |                 |

a  若參賽隊伍奪得獎牌，對於該隊只參加預賽的游泳運動員，同樣可取得獎牌

### 女子
| 項目 | 金牌 | 金牌                     | 银牌 | 银牌            | 铜牌 | 铜牌       |
| 50公尺自由式 （詳細） | 佩妮莱·布卢默 · 丹麦（DEN） | 24.07 NR                 | 西蒙娜·曼努埃尔 · 美国（USA） | 24.09           | 亚历山德拉·格拉西梅尼娅 · 白俄罗斯（BLR） | 24.11 NR   |
| 100公尺自由式 （詳細） | 西蒙娜·曼努埃尔 · 美国（USA）佩妮·奥莱克夏克 · 加拿大（CAN） | 52.70 OR、AM52.70 OR、AM | 未颁发 金牌平手 | 未颁发 金牌平手 | 莎拉·斯約史卓姆 · 瑞典（SWE） | 52.99      |
| 200公尺自由式 （詳細） | 姬蒂·雷德基 · 美国（USA） | 1:53.73                  | 莎拉·舍斯特伦 · 瑞典（SWE） | 1:54.08         | 艾瑪·麥基翁 · （AUS） | 1:54.92    |
| 400公尺自由式 （詳細） | 姬蒂·雷德基 · 美国（USA） | 3:56.46 WR               | 贾丝明·卡林 · 英国（GBR） | 4:01.23         | 利娅·史密斯 · 美国（USA） | 4:01.92    |
| 800公尺自由式 （詳細） | 姬蒂·雷德基 · 美国（USA） | 8:04.79 WR               | 贾丝明·卡林 · 英国（GBR） | 8:16.17         | 考帕什·博格拉爾考 · 匈牙利（HUN） | 8:16.37 NR |
| | |                          | |                 | |            |
| 100公尺仰式 （詳細） | 卡廷卡·霍斯祖 · 匈牙利（HUN） | 58.45                    | 凯瑟琳·贝克 · 美国（USA） | 58.75           | 凯莉·马斯 · 加拿大（CAN） · 傅园慧 · 中国（CHN） | 58.76      |
| 200公尺仰式 （詳細） | 玛雅·迪拉多 · 美国（USA） | 2:05.99                  | 卡廷卡·霍斯祖 · 匈牙利（HUN） | 2:06.05         | 希拉里·考德威尔 · 加拿大（CAN） | 2:07.54    |
| | |                          | |                 | |            |
| 100公尺蛙式 （詳細） | 莉莉·金 · 美国（USA） | 1:04.93 OR               | 露莉亞·伊菲莫娃 · 俄罗斯（RUS） | 1:05.50         | 凯蒂·梅里 · 美国（USA） | 1:05.69    |
| 200公尺蛙式 （詳細） | 金藤理繪 · 日本（JPN） | 2:20.30                  | 露莉亞·伊菲莫娃 · 俄罗斯（RUS） | 2:21.97         | 史婧琳 · 中国（CHN） | 2:22.28    |
| | |                          | |                 | |            |
| 100公尺蝶式 （詳細） | 莎拉·舍斯特伦 · 瑞典（SWE） | 55.48 WR                 | 佩妮·奥莱克夏克 · 加拿大（CAN） | 56.46           | 达娜·沃尔默 · 美国（USA） | 56.63      |
| 200公尺蝶式 （詳細） | 芮亞·貝蒙特·加西亞 · 西班牙（ESP） | 2.04.85                  | 瑪德琳·葛華斯 · （AUS） | 2.04.88         | 星奈津美 · 日本（JPN） | 2.05.20    |
| | |                          | |                 | |            |
| 200公尺個人混合式 （詳細） | 卡廷卡·霍斯祖 · 匈牙利（HUN） | 2:06.58 OR               | 西沃恩-玛丽·奥康纳 · 英国（GBR） | 2:06.88         | 瑪雅·迪拉多 · 美国（USA） | 2:08.79    |
| 400公尺個人混合式 （詳細） | 卡廷卡·霍斯祖 · 匈牙利（HUN） | 4:26.36 WR               | 瑪雅·迪拉多 · 美国（USA） | 4:31.15         | 芮亞·貝蒙特·加西亞 · 西班牙（ESP） | 4:32.39    |
| | |                          | |                 | |            |
| 4×100公尺自由式接力 （詳細） | （AUS） · 艾瑪·麥基翁 (53.41) · 布里塔妮·埃尔姆斯利 (53.12) · 勃朗特·坎貝爾 (52.15) · 凱特·坎貝爾 (51.97) · 麦迪逊·威尔逊[b]                                                    | 3:30.65 WR               | 美国（USA） · 西蒙娜·曼努埃尔 (53.36) · 阿比·魏策尔 (52.56) · 达娜·沃尔默 (53.18) · 姬蒂·雷德基 (52.79) · 阿曼达·韦尔[b] · 倪麗雅[b] · 艾莉森·施密特[b]            | 3:31.89 NR      | 加拿大（CAN） · 桑德里娜·曼维尔 (53.86) · 尚塔尔·范兰德赫姆 (53.12) · 泰勒·拉克 (53.19) · 佩妮·奥莱克夏克 (52.72) · 歇尔·威廉姆斯[b]                            | 3:32.89 NR |
| 4×200公尺自由式接力 （詳細） | 美国（USA） · 艾莉森·施密特 (1:56.21) · 利娅·史密斯 (1:56.69) · 玛雅·迪拉多 (1:56.39) · 姬蒂·雷德基 (1:53.74) · 蜜茜·富兰克林[b] · 梅拉妮·马加利斯[b] · 谢拉·朗格[b]            | 7:43.03                  | （AUS） · 利娅·尼尔 (1:57.95) · 艾瑪·麥基翁 (1:54.64) · 勃朗特·巴勒特 (1:55.81) · 塔姆辛·库克 (1:56.47) · 杰茜卡·阿什伍德[b]                                       | 7:44.87         | 加拿大（CAN） · 凯特琳·萨瓦尔 (1:57.91) · 泰勒·拉克 (1:56.18) · 布里塔妮·麦克莱恩 (1:56.36) · 佩妮·奥莱克夏克 (1:54.94) · 肯妮迪·戈斯[b] · 埃米莉·奥弗霍尔特[b] | 7:45.39 NR |
| 4×100公尺混合式接力 （詳細） | 美国（USA） · 凯瑟琳·贝克 (59.00) · 莉莉·金 (1:05.70) · 达娜·沃尔默 (56.00) · 西蒙娜·曼努埃尔 (52.43) · 奥利维娅·斯莫利加[b] · 凯蒂·梅里[b] · 凯尔茜·沃雷尔[b] · 阿比·魏策尔[b] | 3:53.13                  | （AUS） · 埃米莉·西博姆 (58.83) · 泰勒·麦基翁 (1:07.05) · 艾瑪·麥基翁 (56.95) · 凯特·坎贝尔 (52.17) · 麦迪逊·威尔逊[b] · 瑪德琳·葛華斯[b] · 布里塔妮·埃尔姆斯利[b] | 3:55.00         | 丹麦（DEN） · 米尔·尼尔森 (58.75) · 丽克·默勒·彼泽森 (1:06.62) · 珍妮特·奥特森 (56.43) · 佩妮莱·布卢默 (53.21)                                                  | 3:55.01 ER |
| | |                          | |                 | |            |
| 10公里馬拉松 （詳細） | 莎龙·范劳文达尔 · 荷兰（NED） | 1:56:32.1                | 拉凯莱·布鲁尼 · 意大利（ITA） | 1:56:49.5       | 波利亚娜·冲本 · 巴西（BRA） | 1:56:51.4  |
| AF 非洲紀錄 \| AM 美洲紀錄 \| AS 亞洲紀錄 \| ER 歐洲紀錄 \| OC 大洋洲紀錄 \| OR 奧運紀錄 \| WR 世界紀錄 NR 國家/地區紀錄（本賽事所產生的任何世界紀錄必然為奧運、洲際和國家紀錄。洲際紀錄（大陸區域）也為國家/地區紀錄）。 | |                          | |                 | |            |

b  若參賽隊伍奪得獎牌，對於該隊只參加預賽的游泳運動員，同樣可取得獎牌

## 花样游泳
| 項目          | 金牌 | 银牌                                                                                   | 铜牌 |
| 雙人 （詳細） | 娜塔莉婭·伊什琴科 · 斯韋特蘭娜·羅馬絲娜 · 俄罗斯（RUS） | 黃雪辰 · 孫文雁 · 中国（CHN）                                                          | 乾友紀子 · 三井梨紗子 · 日本（JPN）                                                                            |
| 團體 （詳細） | 俄罗斯（RUS） · 弗拉达·奇吉列娃 · 娜塔莉婭·伊什琴科 · 斯韦特兰娜·科列斯尼琴科 · 亚历山德拉·帕茨克维奇 · 斯韋特蘭娜·羅馬絲娜 · 阿拉·希什金娜 · 玛丽亚·舒罗奇金娜 · 格列娜·托皮利娜 · 叶列娜·普罗科菲耶娃 | 中国（CHN） · 顧笑 · 咼俐 · 李曉璐 · 梁馨枰 · 孫文雁 · 湯夢妮 · 尹成昕 · 曾珍 · 黃雪辰 | 日本（JPN） · 箱山愛香 · 乾友紀子 · 丸茂圭衣 · 三井梨紗子 · 中牧佳南 · 中村麻衣 · 小俣夏乃 · 吉田胡桃 · 林愛子 |

## 乒乓球
| 項目              | 金牌                                 | 银牌                                          | 铜牌                                                          |  |  |  |
| 男子單打 （詳細） | 马龙 · 中国（CHN）                   | 张继科 · 中国（CHN）                          | 水谷隼 · 日本（JPN）                                          |  |  |  |
| 男子團體 （詳細） | 中国（CHN） · 张继科 · 马龙 · 許昕   | 日本（JPN） · 丹羽孝希 · 水谷隼 · 吉村真晴    | 德国（GER） · 蒂莫·波爾 · 迪米特里·奧恰洛夫 · 巴斯蒂安·斯特格 |  |  |  |
|                   |                                      |                                               |                                                               |  |  |  |
| 女子單打 （詳細） | 丁宁 · 中国（CHN）                   | 李晓霞 · 中国（CHN）                          | 金颂伊 · 朝鲜（PRK）                                          |  |  |  |
| 女子團體 （詳細） | 中国（CHN） · 劉詩雯 · 丁宁 · 李晓霞 | 德国（GER） · 韓瑩 · 單曉娜 · 佩特丽萨·索尔亚 | 日本（JPN） · 福原愛 · 石川佳純 · 伊藤美誠                    |  |  |  |

## 跆拳道

### 男子
| 项目                  | 金牌                              | 银牌                              | 铜牌                             |
| 58公斤级 （詳細）     | 赵帅 · 中国（CHN）                | 特温·汉巴 · 泰国（THA）           | 路易西托·皮耶 · （DOM）          |
| 58公斤级 （詳細）     | 赵帅 · 中国（CHN）                | 特温·汉巴 · 泰国（THA）           | 金泰勋 · 韩国（KOR）             |
| 68公斤级 （詳細）     | 艾哈邁德·阿布賈努殊 · 约旦（JOR） | 阿列克谢·杰尼先科 · 俄罗斯（RUS） | 李大勋 · 韩国（KOR）             |
| 68公斤级 （詳細）     | 艾哈邁德·阿布賈努殊 · 约旦（JOR） | 阿列克谢·杰尼先科 · 俄罗斯（RUS） | 霍埃尔·冈萨雷斯 · 西班牙（ESP）  |
| 80公斤级 （詳細）     | 謝赫·西塞 · 科特迪瓦（CIV）       | 卢塔洛·穆罕默德 · 英国（GBR）     | 米拉德·贝吉 · 阿塞拜疆（AZE）    |
| 80公斤级 （詳細）     | 謝赫·西塞 · 科特迪瓦（CIV）       | 卢塔洛·穆罕默德 · 英国（GBR）     | Oussama Oueslati · 突尼斯（TUN） |
| 80公斤以上级 （詳細） | 拉季克·伊萨耶夫 · 阿塞拜疆（AZE） | 阿卜杜勒·拉扎克·优素福 · （NIG）  | 迈孔·安德拉德 · 巴西（BRA）      |
| 80公斤以上级 （詳細） | 拉季克·伊萨耶夫 · 阿塞拜疆（AZE） | 阿卜杜勒·拉扎克·优素福 · （NIG）  | 车东旻 · 韩国（KOR）             |

### 女子
| 项目                  | 金牌                    | 银牌                                  | 铜牌                                  |
| 49公斤级 （詳細）     | 金昭熙 · 韩国（KOR）    | 蒂亞娜·波格丹諾維奇 · 塞尔维亚（SRB） | 帕季玛特·阿巴卡罗娃 · 阿塞拜疆（AZE） |
| 49公斤级 （詳細）     | 金昭熙 · 韩国（KOR）    | 蒂亞娜·波格丹諾維奇 · 塞尔维亚（SRB） | 帕妮帕·翁帕他那吉 · 泰国（THA）       |
| 57公斤级 （詳細）     | 潔蒂·瓊斯 · 英国（GBR） | 埃娃·卡尔沃 · 西班牙（ESP）           | 海達雅·馬拉克 · 埃及（EGY）           |
| 57公斤级 （詳細）     | 潔蒂·瓊斯 · 英国（GBR） | 埃娃·卡尔沃 · 西班牙（ESP）           | 基米雅·阿里薩德 · 伊朗（IRI）         |
| 67公斤级 （詳細）     | 吴慧丽 · 韩国（KOR）    | Haby Niaré · 法国（FRA）              | 露絲·巴比 · 科特迪瓦（CIV）           |
| 67公斤级 （詳細）     | 吴慧丽 · 韩国（KOR）    | Haby Niaré · 法国（FRA）              | 努尔·塔塔尔 · 土耳其（TUR）           |
| 67公斤以上级 （詳細） | 郑姝音 · 中国（CHN）    | 玛丽亚·埃斯皮诺萨 · 墨西哥（MEX）     | 比安卡·沃克登 · 英国（GBR）           |
| 67公斤以上级 （詳細） | 郑姝音 · 中国（CHN）    | 玛丽亚·埃斯皮诺萨 · 墨西哥（MEX）     | 杰姬·加洛韦 · 美国（USA）             |

## 网球
| 项目              | 金牌                                                  | 银牌                                            | 铜牌                                            |
| 男子单打 （詳細） | 安迪·穆雷 · 英国（GBR）                               | 胡安·馬丁·德爾波特羅 · 阿根廷（ARG）            | 錦織圭 · 日本（JPN）                            |
| 男子双打 （詳細） | 西班牙（ESP） · 馬克·洛佩斯 ·                         | 罗马尼亚（ROU） · 弗洛林·梅爾賈 · 霍里亞·特卡烏 | 美国（USA） · 斯蒂夫·約翰遜 · 傑克·索克         |
| 女子单打 （詳細） | 莫妮卡·普伊格 · 波多黎各（PUR）                       | 安潔莉克·克伯 · 德国（GER）                     | 佩特拉·克維托娃 · 捷克（CZE）                   |
| 女子双打 （詳細） | 俄罗斯（RUS） · 葉卡捷琳娜·馬卡洛娃 · 葉連娜·韋斯寧娜 | 瑞士（SUI） · 迪美雅·芭辛絲姬 · 玛蒂娜·辛吉斯   | 捷克（CZE） · 露絲·莎法洛法 · 巴博拉·扎赫拉沃娃 |
| 混合双打 （詳細） | 美国（USA） · 比丹妮·瑪迪克-辛特斯 · 傑克·索克        | 美国（USA） · 维纳斯·威廉姆斯 · 拉傑夫·拉姆     | 捷克（CZE） · 露絲·哈迪卡 · 拉德克·斯泰潘內克   |

## 铁人三项
| 項目              | 金牌                            | 银牌                          | 铜牌                      |
| 男子個人 （詳細） | 阿利斯泰尔·布朗利 · 英国（GBR） | 乔纳森·布朗利 · 英国（GBR）   | 亨利·斯库曼 · 南非（RSA） |
| 女子個人 （詳細） | 格温·乔根森 · 美国（USA）       | 尼科拉·斯比瑞格 · 瑞士（SUI） | 维姬·霍兰德 · 英国（GBR） |

## 排球
| 項目              | 金牌 | 银牌 | 铜牌 |  |  |  |
| 男子室內 （詳細） | 巴西（BRA） · 布魯諾·雷森德 · 埃德爾·卡波內拉 · 華萊士·德·索薩 · 威廉·阿爾喬納 · 塞爾吉奧·桑托斯 · 路易斯·方特雷斯 · Maurício Souza · 道格拉斯·索薩 · 盧卡斯·斯特坎普 · 埃萬德羅·蓋哈 · 里卡多·盧卡雷利·蘇沙 · Maurício Silva | 意大利（ITA） · 达尼埃莱·索蒂莱 · 盧卡·維托里 · 奧斯馬尼·胡安托雷納 · 西蒙尼·吉亞內利 · 萨尔瓦托雷·罗西尼 · 伊萬·扎伊采夫 · 菲利波·蘭扎 · 西蒙尼·布提 · 馬西莫·科拉奇 · 馬特奧·皮亞諾 · 埃馬努埃萊·比拉雷利 · 奧列格·安東諾夫               | 美国（USA） · 馬特·安德森 · 阿隆·羅素 · 泰勒·桑德 · 大衛·李 · 卡維卡·庄司 · 威廉·普里迪 · 墨菲·特洛伊 · 托馬斯·耶施克 · 米卡·克里斯滕森 · 馬克斯維爾·霍爾特 · 大衛·史密斯 · 埃瑞克·庄司          |  |  |  |
| 女子室內 （詳細） | 中国（CHN） · 丁霞 · 龚翔宇 · 惠若琪 · 林莉 · 刘晓彤 · 魏秋月 · 徐雲麗 · 颜妮 · 杨方旭 · 袁心玥 · 張常寧 · 朱婷 | 塞尔维亚（SRB） · 蒂雅娜·寶斯高域 · 约瓦娜·布拉科切维奇 · 碧安卡·布莎 · 蒂亚娜·马莱舍维奇 · 布蘭克莎·米赫露域 · 耶莱娜·尼科利奇 · 瑪雅·奧珍洛域 · 希维娅·波波维奇 · 米蘭娜·拉錫 · 喬凡娜·史提凡洛域 · 史蒂凡娜·維祖高域 · 博亚娜·日夫科维奇 | 美国（USA） · 瑞秋·亞當斯 · 弗魯克·艾姬拉迪禾 · 凱拉·班瓦瑟 · 阿莉莎·格拉斯 · Christa Harmotto · 金伯利·希爾 · 喬丹·拉爾森 · 卡莉·洛伊 · 卡丝塔·洛维 · 凱莉·梅菲 · 凱爾西·羅賓遜 · 考特妮·汤普森 |  |  |  |
|                   | | | |  |  |  |
| 男子沙灘 （詳細） | 巴西（BRA） · 艾利森·切魯蒂 · 布魯諾·施密特 | 意大利（ITA） · 达尼埃莱·卢波 · 保罗·尼古拉 | 荷兰（NED） · 亞歷山大·布勞威爾 · 羅伯特·米尤森 |  |  |  |
| 女子沙灘 （詳細） | 德国（GER） · 劳拉·路德维希 · 基拉·瓦尔肯霍斯特 | 巴西（BRA） · Ágatha Bednarczuk · Bárbara Seixas | 美国（USA） · 克麗·沃爾什 · 阿普丽尔·罗斯 |  |  |  |

## 水球
| 項目          | 金牌 | 银牌 | 铜牌 |
| 男子 （詳細） | 塞尔维亚（SRB） · 戈伊科·皮耶特洛維奇 · 杜尚·曼迪奇 · 日夫科·戈齊奇 · 萨瓦·兰杰洛维奇 · 米洛什·丘克 · 杜什科·皮耶特洛維奇 · 斯洛博丹·尼基奇 · 米兰·阿列克西奇 · 尼古拉·亚克希奇 · 菲利普·菲利波維奇 · 安德里亞·普爾拉伊諾維奇 · 斯特凡·米特羅維奇 · 布拉尼斯拉夫·米特羅維奇 | 克罗地亚（CRO） · 约瑟普·帕维奇 · 达米尔·布里奇 · 安东尼奥·佩特科维奇 · 卢卡·隆查尔 · 马罗·约科维奇 · 卢卡·布基奇 · 哈维尔·加西亚 · 安德罗·布什列 · 桑德罗·苏克诺 · 伊万·克拉皮奇 · 安杰洛·舍特卡 · 马尔科·马灿 · 马尔科·比亚奇                       | 意大利（ITA） · 斯特凡诺·滕佩斯蒂 · 弗朗切斯科·迪富尔维奥 · 尼科洛·吉托 · 彼得罗·菲廖利 · 亚历山德罗·韦洛托 · 米夏埃尔·博德加斯 · 安德烈亚·丰代利 · 瓦伦蒂诺·加洛 · 克里斯蒂安·普雷休蒂 · 尼古拉斯·普雷休蒂 · 马泰奥·艾卡尔迪 · 亚历山德罗·诺拉 · 马尔科·德尔伦戈 |
| 女子 （詳細） | 美国（USA） · 萨曼莎·希尔 · 玛迪·马塞尔曼 · 梅利莎·塞德曼 · 瑞秋·法塔尔 · 阿里娅·费希尔 · 玛吉·斯蒂芬斯 · 考特妮·马修森 · Kiley Neushul · 卡罗琳·克拉克 · 凯莉·吉尔克里斯特 · 麦肯齐·费希尔 · 卡米·克雷格 · 阿什莉·约翰逊                                                   | 意大利（ITA） · 朱莉娅·戈尔莱罗 · 基娅拉·塔巴尼 · 阿里安娜·加里博蒂 · 埃莉萨·奎伊罗洛 · 费代丽卡·拉迪基 · 罗萨里娅·阿耶洛 · 塔尼娅·迪马里奥 · 罗伯塔·比安科尼 · 朱莉娅·埃莫洛 · 弗兰切斯卡·波梅里 · 亚历山德拉·科蒂 · 特雷莎·弗拉西内蒂 · 劳拉·泰亚尼 | 俄罗斯（RUS） · Anna Ustyukhina · Maria Borisova · Ekaterina Prokofyeva · Elvina Karimova · Nadezhda Fedotova · Olga Belova · Ekaterina Lisunova · Anastasia Simanovich · Anna Timofeeva · Evgenia Soboleva · Evgeniya Ivanova · Anna Grineva · Anna Karnaukh     |

## 举重

### 男子
| 项目                   | 金牌                               | 银牌                                 | 铜牌                                     |
| 56公斤级 （詳細）      | 龙清泉 · 中国（CHN）               | 严润哲 · 朝鲜（PRK）                 | 信佩·圭通 · 泰国（THA）                  |
| 62公斤级 （詳細）      | 奥斯卡·菲格罗亚 · 哥伦比亚（COL）  | 埃科·尤利·伊拉万 · 印度尼西亚（INA） | 法尔哈德·哈尔基 · （KAZ）                |
| 69公斤级 （詳細）      | 石智勇 · 中国（CHN）               | 達尼亞·伊斯馬伊洛夫 · 土耳其（TUR）  | 路易斯·哈维尔·莫斯克拉 · 哥伦比亚（COL） |
| 77公斤级 （詳細）      | 空缺                               | 吕小军 · 中国（CHN）                 | 穆罕默德·埃哈卜 · 埃及（EGY）            |
| 85公斤级 （詳細）      | 基亚努什·罗斯塔米 · 伊朗（IRI） WR | 田涛 · 中国（CHN）                   | Denis Ulanov · （KAZ）                   |
| 94公斤级 （詳細）      | 索赫拉卜·莫拉迪 · 伊朗（IRI）      | 瓦季姆·斯特拉尔楚 · 白俄罗斯（BLR）  | 奥里马斯·迪季巴利斯 · 立陶宛（LTU）      |
| 105公斤级 （詳細）     | 鲁斯兰·努鲁丁诺夫 · （UZB）        | 西蒙·马尔季罗相 · 亚美尼亚（ARM）    | 亚历山大·扎伊契科夫 · （KAZ）            |
| 105公斤以上级 （詳細） | 拉沙·塔拉哈泽 · （GEO） WR、OR     | 戈尔·米纳相 · 亚美尼亚（ARM）        | 伊拉克利·图尔马尼泽 · （GEO）            |

### 女子
| 项目                  | 金牌                          | 银牌                                           | 铜牌                          |
| 48公斤级 （詳細）     | 梭披达·塔那讪 · 泰国（THA）   | 斯丽·瓦希尤尼·阿古斯蒂亚尼 · 印度尼西亚（INA） | 三宅宏实 · 日本（JPN）        |
| 53公斤级 （詳細）     | 许淑净 · 中华台北（TPE）      | 海迪琳·迪亚兹 · 菲律宾（PHI）                  | 尹真熙 · 韩国（KOR）          |
| 58公斤级 （詳細）     | 素甘亚·斯里素拉 · 泰国（THA） | 平西里·西里胶 · 泰国（THA）                    | 郭婞淳 · 中华台北（TPE）      |
| 63公斤级 （詳細）     | 邓薇 · 中国（CHN） WR、OR     | 崔孝心 · 朝鲜（PRK）                           | 卡林娜·戈里切娃 · （KAZ）     |
| 69公斤级 （詳細）     | 向艳梅 · 中国（CHN）          | 扎齐拉·扎帕库尔 · （KAZ）                      | 萨拉·艾哈迈德 · 埃及（EGY）   |
| 75公斤级 （詳細）     | 林貞心 · 朝鲜（PRK）          | 达里娅·瑙马娃 · 白俄罗斯（BLR）                | 莉迪娅·巴伦廷 · 西班牙（ESP） |
| 75公斤以上级 （詳細） | 孟苏平 · 中国（CHN）          | 金国香 · 朝鲜（PRK）                           | 萨拉·罗布尔斯 · 美国（USA）   |

## 摔跤

### 男子古典式
| 项目               | 金牌                                  | 银牌                                | 铜牌                                |
| 59公斤级 （詳細）  | 伊斯梅尔·博雷罗 · 古巴（CUB）         | 太田忍 · 日本（JPN）                | 埃勒穆拉特·塔斯穆拉多夫 · （UZB）   |
| 59公斤级 （詳細）  | 伊斯梅尔·博雷罗 · 古巴（CUB）         | 太田忍 · 日本（JPN）                | 斯蒂格-安德烈·贝格 · 挪威（NOR）    |
| 66公斤级 （詳細）  | 达沃尔·斯特凡内克 · 塞尔维亚（SRB）   | 米赫兰·哈鲁秋尼扬 · 亚美尼亚（ARM） | 什马吉·博尔克瓦泽 · （GEO）         |
| 66公斤级 （詳細）  | 达沃尔·斯特凡内克 · 塞尔维亚（SRB）   | 米赫兰·哈鲁秋尼扬 · 亚美尼亚（ARM） | 拉苏尔·丘纳耶夫 · 阿塞拜疆（AZE）   |
| 75公斤级 （詳細）  | 罗曼·弗拉索夫 · 俄罗斯（RUS）         | 马克·马森 · 丹麦（DEN）             | 金炫雨 · 韩国（KOR）                |
| 75公斤级 （詳細）  | 罗曼·弗拉索夫 · 俄罗斯（RUS）         | 马克·马森 · 丹麦（DEN）             | Saeid Abdevali · 伊朗（IRI）        |
| 85公斤级 （詳細）  | 达维特·恰克韦塔泽 · 俄罗斯（RUS）     | 让·贝列纽克 · 乌克兰（UKR）         | 贾维德·加姆扎托夫 · 白俄罗斯（BLR） |
| 85公斤级 （詳細）  | 达维特·恰克韦塔泽 · 俄罗斯（RUS）     | 让·贝列纽克 · 乌克兰（UKR）         | 丹尼斯·库德拉 · 德国（GER）         |
| 98公斤级 （詳細）  | 阿圖爾·阿列克薩尼揚 · 亚美尼亚（ARM） | 亚斯马尼·卢戈 · 古巴（CUB）         | 坚克·伊尔代姆 · 土耳其（TUR）       |
| 98公斤级 （詳細）  | 阿圖爾·阿列克薩尼揚 · 亚美尼亚（ARM） | 亚斯马尼·卢戈 · 古巴（CUB）         | Ghasem Rezaei · 伊朗（IRI）         |
| 130公斤级 （詳細） | 米哈因·洛佩斯 · 古巴（CUB）           | 勒扎·卡亚阿尔普 · 土耳其（TUR）     | 萨巴赫·沙里亚提 · 阿塞拜疆（AZE）   |
| 130公斤级 （詳細） | 米哈因·洛佩斯 · 古巴（CUB）           | 勒扎·卡亚阿尔普 · 土耳其（TUR）     | 谢尔盖·谢苗诺夫 · 俄罗斯（RUS）     |

### 男子自由式
| 项目               | 金牌                                      | 银牌                                  | 铜牌                                  |
| 57公斤级 （詳細）  | 弗拉迪米尔·欣切加什维利 · （GEO）         | 樋口黎 · 日本（JPN）                  | 哈吉·阿利耶夫 · 阿塞拜疆（AZE）       |
| 57公斤级 （詳細）  | 弗拉迪米尔·欣切加什维利 · （GEO）         | 樋口黎 · 日本（JPN）                  | 哈桑·拉希米 · 伊朗（IRI）             |
| 65公斤级 （詳細）  | 索斯兰·拉莫诺夫 · 俄罗斯（RUS）           | 托格鲁尔·阿斯加罗夫 · 阿塞拜疆（AZE） | 弗兰克·查米索 · 意大利（ITA）         |
| 65公斤级 （詳細）  | 索斯兰·拉莫诺夫 · 俄罗斯（RUS）           | 托格鲁尔·阿斯加罗夫 · 阿塞拜疆（AZE） | 伊赫季亚尔·纳夫鲁佐夫 · （UZB）       |
| 74公斤级 （詳細）  | 哈桑·雅茲丹尼 · 伊朗（IRI）               | 阿尼乌阿尔·格杜耶夫 · 俄罗斯（RUS）   | 贾布拉伊尔·哈桑诺夫 · 阿塞拜疆（AZE） |
| 74公斤级 （詳細）  | 哈桑·雅茲丹尼 · 伊朗（IRI）               | 阿尼乌阿尔·格杜耶夫 · 俄罗斯（RUS）   | 索内尔·德米尔塔什 · 土耳其（TUR）     |
| 86公斤级 （詳細）  | 阿布杜勒拉希德·萨杜拉耶夫 · 俄罗斯（RUS） | 塞利姆·亚沙尔 · 土耳其（TUR）         | 沙里夫·沙里福夫 · 阿塞拜疆（AZE）     |
| 86公斤级 （詳細）  | 阿布杜勒拉希德·萨杜拉耶夫 · 俄罗斯（RUS） | 塞利姆·亚沙尔 · 土耳其（TUR）         | J'den Cox · 美国（USA）               |
| 97公斤级 （詳細）  | 凯尔·斯奈德 · 美国（USA）                 | 赫塔格·戈久莫夫 · 阿塞拜疆（AZE）     | 阿尔贝特·萨里托夫 · 罗马尼亚（ROU）   |
| 97公斤级 （詳細）  | 凯尔·斯奈德 · 美国（USA）                 | 赫塔格·戈久莫夫 · 阿塞拜疆（AZE）     | 穆罕默德·易卜拉欣莫夫 · （UZB）       |
| 125公斤级 （詳細） | 塔哈·阿克居尔 · 土耳其（TUR）             | Komeil Ghasemi · 伊朗（IRI）          | 易卜拉欣·赛义多夫 · 白俄罗斯（BLR）   |
| 125公斤级 （詳細） | 塔哈·阿克居尔 · 土耳其（TUR）             | Komeil Ghasemi · 伊朗（IRI）          | 格诺·彼得里阿什维利 · （GEO）         |

### 女子自由式
| 项目              | 金牌                        | 银牌                                | 铜牌                              |
| 48公斤级 （詳細） | 登坂繪莉 · 日本（JPN）      | 玛丽亚·斯塔德尼克 · 阿塞拜疆（AZE） | 孙亚楠 · 中国（CHN）              |
| 48公斤级 （詳細） | 登坂繪莉 · 日本（JPN）      | 玛丽亚·斯塔德尼克 · 阿塞拜疆（AZE） | 埃莉察·扬科娃 · 保加利亚（BUL）   |
| 53公斤级 （詳細） | 海伦·马洛里斯 · 美国（USA） | 吉田沙保里 · 日本（JPN）            | 纳塔利娅·西尼申 · 阿塞拜疆（AZE） |
| 53公斤级 （詳細） | 海伦·马洛里斯 · 美国（USA） | 吉田沙保里 · 日本（JPN）            | 索菲娅·马特松 · 瑞典（SWE）       |
| 58公斤级 （詳細） | 伊调馨 · 日本（JPN）        | 瓦列里娅·科布洛娃 · 俄罗斯（RUS）   | Marwa Amri · 突尼斯（TUN）        |
| 58公斤级 （詳細） | 伊调馨 · 日本（JPN）        | 瓦列里娅·科布洛娃 · 俄罗斯（RUS）   | Sakshi Malik · 印度（IND）        |
| 63公斤级 （詳細） | 川井梨紗子 · 日本（JPN）    | 玛丽亚·马莫舒克 · 白俄罗斯（BLR）   | 叶卡捷琳娜·拉里奥诺娃 · （KAZ）   |
| 63公斤级 （詳細） | 川井梨紗子 · 日本（JPN）    | 玛丽亚·马莫舒克 · 白俄罗斯（BLR）   | 莫妮卡·米哈利克 · 波兰（POL）     |
| 69公斤级 （詳細） | 土性沙羅 · 日本（JPN）      | 纳塔利娅·沃罗比约娃 · 俄罗斯（RUS） | 埃尔米拉·瑟兹德科娃 · （KAZ）     |
| 69公斤级 （詳細） | 土性沙羅 · 日本（JPN）      | 纳塔利娅·沃罗比约娃 · 俄罗斯（RUS） | 燕妮·弗兰松 · 瑞典（SWE）         |
| 75公斤级 （詳細） | Erica Wiebe · 加拿大（CAN） | 古泽尔·马纽罗娃 · （KAZ）           | 张凤柳 · 中国（CHN）              |
| 75公斤级 （詳細） | Erica Wiebe · 加拿大（CAN） | 古泽尔·马纽罗娃 · （KAZ）           | 叶卡捷琳娜·布金娜 · 俄罗斯（RUS） |